# I. Napóleon francia császár
Napoléon Bonaparte (Ajaccio, Korzika, Franciaország, 1769. augusztus 15. – Longwood, Szent Ilona-sziget, Nagy-Britannia, 1821. május 5.) francia tábornok, hadvezér, politikus, a Francia Köztársaság első konzulja 1799 és 1804 között, majd I. Napóleon néven a Francia Birodalom császára először 1804 és 1814 között, majd száz nap erejéig 1815 márciusa és júniusa között. 
Az európai történelem egyik legkiemelkedőbb alakja, az egyik leghíresebb és legtöbbet emlegetett hadvezér, a hadvezetés egyik hatalmas ikonja. Legtöbb csatáját megnyerte. Mind a mai napig az egyik leghíresebb francia, egyúttal a leghíresebb korzikai is.
A VII. Piusz pápával kötött konkordátuma, valamint közigazgatási, katonai, oktatási és jogi reformjai döntő hatást gyakoroltak a francia társadalom fejlődésére. Seregei alig több mint egy évtized alatt majdnem minden európai ország ellen harcoltak, gyakran egyidejűleg, és országa uralma alá vonták a kontinentális Európa nagy részét hódítás vagy szövetség által. Sikereinek sorát a katasztrofális 1812-es oroszországi invázió törte meg. Az ezt követő lipcsei vereség után, 1814-ben a szövetséges hadseregek betörtek a Francia Császárság területére, lemondásra kényszerítve őt. Elba szigetére száműzték, de a következő évben visszatért, és száz napra újra magához ragadta a hatalmat. 1815. június 18-án a waterlooi csatában végső vereséget szenvedett, majd a győztesek Szent Ilona szigetére száműzték, ahol 1821-ben bekövetkezett haláláig brit felügyelet alatt élt.
Életében ellenfelei a „korzikai szörnyeteg, emberevő, korzikai farkas” jelzőkkel illették. Az angol katonák körében elterjedt gúnyneve volt a vezetéknevére utaló „Bonnie”, amely eredeti jelentésében azonban egy skót lánynév.
Élete csak a 20. században kapott több szempontú értékelést. Valójában azonban senki kezében nincs olyan mérleg, ami az ellentmondásokat végleges egyensúlyba hozhatná. Mindig megjelennek új hangsúlyok, az utóbbi években került pl. nagyon jelentős negatívumként előtérbe, hogy a francia gyarmatokon helyreállította a rabszolgaságot, ill. véres kézzel törekedett az emiatt kitört haiti rabszolgafölkelés leverésére.
Uralkodása toleráns volt, általánosságban elmondható, hogy a 18. századi felvilágosult abszolutista uralkodók gyakorlatát folytatta. Az elfoglalt területeken polgári törvényeket vezetett be, ezzel segítette az uralkodói abszolutizmus felbomlását, a modern, polgári államok létrejöttét. A háborúiban azonban egymilliónál is több francia katona esett el, és még milliók pusztultak el Európa lakosságából is.

## Fiatalkora
Napoléon Bonaparte 1769. augusztus 15-én született a korzikai Ajaccio városában, egy toszkán eredetű olasz nemesi családban[forrás?], Carlo Buonaparte ügyvéd és Letizia Ramolino negyedik gyermekeként és harmadik fiaként. Második születésnapja előtt nem sokkal 1771. július 21-én keresztelték meg Ajaccióban. Előtte egy fiú és egy lány született még, ám ők csecsemőkorukban meghaltak. Egy bátyja volt, Joseph és a többi hat testvére fiatalabb volt nála: Lucien, Élisa, Louis, Pauline, Caroline és Jérôme. Fiatalkorában Nabulione, Nabulio, Napolionne és Napulione néven is írták a nevét. Családja, a Buonaparték egy toszkánai származású kisnemesi család volt, akik a 16. században költöztek Korzika szigetére, anyai ági ősei, a Ramolinók szintén kisnemesek, genovai származásúak voltak.
Egy évvel azután született, hogy a Genovai Köztársaság Korzikát Franciaországnak engedte át mintegy fél évezredes genovai uralom után. Fiatalkorában harcos franciaellenes korzikai hazafi volt és támogatta a sziget Franciaországtól való függetlenségét.
Gyermekkorában nagy hatást gyakorolt rá édesanyja, aki határozott fegyelmezettségével csillapította az ifjú Napoléon izgágaságát. Később kijelentette: „A gyermek jövőbeli sorsa mindig az anya munkája”. Anyai nagyanyja a svájci Fesch családba ment férjhez, Napoléon nagybátyja, Joseph Fesch bíboros pedig néhány évig a Bonaparte család védelmezője lett. Nemes, mérsékelten tehetős háttere nagyobb lehetőséget biztosított számára a tanulásban.
Napoléon Bonaparte beszélt korzikai anyanyelvén kívül Korzika akkori hivatalos nyelvén, olaszul is. 1778 decemberében még tíz éves sem volt, amikor apja magával vitte Franciaországba, ott kezdett el franciául tanulni az iskolában. Bár hamar megtanult folyékonyan beszélni, jellegzetes korzikai akcentussal kommunikált. Rövid ideig az autuni kollégiumban tanult, majd 1779. május 15-én ösztöndíjasként beiratkozott a Brienne-le-Château-ban működő királyi katonai nevelőintézetbe. Öt évet töltött itt. Osztálytársai rendszeresen zaklatták akcentusa, szülőhelye, alacsony termete és a francia nyelv gyors megtanulására való képtelensége miatt is. Egy barátja, aki először itt találkozott vele, azt mondta, hogy Bonaparte csak „arcának sötét színével, szúrós és fürkésző pillantásával továbbá jellegzetes beszédstílusával” tűnt fel. Azt is mondta, hogy komoly volt és komor. Felnőttkorára 168 cm magasra nőtt. Rendkívüli képességekről tett tanúságot a matematikában, ebből mindig osztályelső volt. Kitűnő eredményeket ért el történelemből, földrajzból és más tantárgyakból is, kivéve a német és latin nyelvet. Nyelvérzéke nem volt. Írása egyszerűen olvashatatlan volt és ez sohasem változott. Némettanára idiótának és tehetségtelennek nyilvánította az ifjút. Felnőttkora legelején rövid ideig író akart lenni, írt egy romantikus novellát és leírta Korzika történelmét is.
Miután 1784-ben befejezte tanulmányait Brienne-ben, felvették a párizsi École Royale Militaire katonai iskolába. Tüzértisztnek készült, de apja 1785. februári korai halála csökkentette jövedelmét így rákényszerült, hogy a kétéves tanfolyamot egy év alatt elvégezze, ami sikerült neki. Ő volt az első korzikai, aki végzett az École Militaire-en. 1785 szeptemberében Laplace, a híres tudós előtt tette le tiszti vizsgáját.

## Karrierje kezdetén

### A forradalom idején

Bonaparte 1792-ben

1786 januárjában állt szolgálatba, tüzér hadnaggyá léptették elő és a valence-i és az auxonne-i helyőrségeknél látott el szolgálatot egészen 1789-ig, a forradalom kitöréséig. A fiatalember ebben az időszakban még mindig buzgó korzikai nacionalista volt, de magáévá tette a forradalom eszméit, a jakobinusok támogatója lett. A nemzetgyűléstől ezért engedélyt kapott, hogy hazatérhessen Korzikára és a szigetet a forradalom ügye mellé állítsa.
A korzikai forradalom első éveit a royalisták, a forradalmárok és a nacionalisták közötti hármas harc jellemezte. Bonaparte csatlakozott a franciabarát korzikai republikánusokhoz. Fokozatosan haladt felfelé a ranglétrán, 1792 júliusában századossá léptették elő és egy önkéntesekből álló zászlóalj parancsnoka lett. A király kivégzése után a nacionalisták vezére, Pasquale Paoli szakított a forradalommal, hivatalosan is kihirdette a sziget elszakadását Franciaországtól és a brit kormánytól kért támogatást. Ezután korzikai csapatokat küldött a szardíniai La Maddalena-ra, hogy megakadályozza a Szardínia elleni francia támadást.
Bonaparte összetűzésbe került Paolival, és 1793 júniusában családjával együtt kénytelenek voltak a francia földre menekülni. Korzika elhagyása után már franciának vallotta magát és felvette a Napoléon Bonaparte nevet, családja pedig 1796-ban hagyta el a Buonaparte nevet.

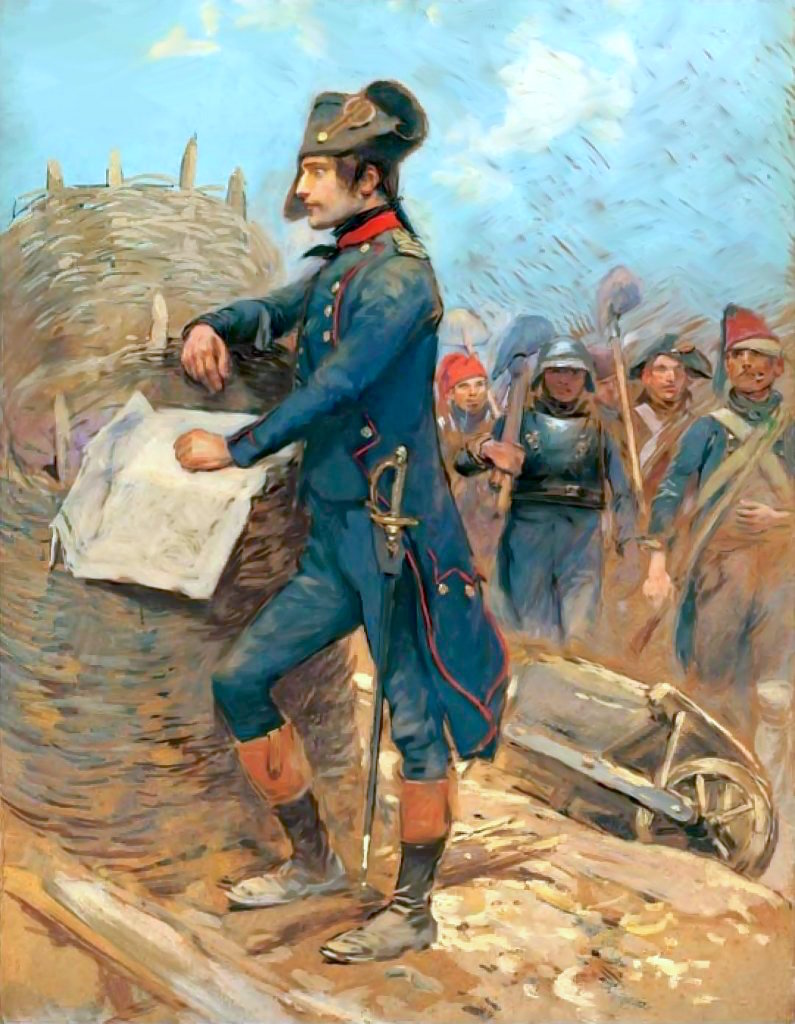
Bonaparte Toulon ostrománál

1793 júliusában Bonaparte egy röpiratot adott ki Vacsora Beaucaire-ben címmel, amivel elnyerte a jakobinus vezető és forradalmár, Maximilien de Robespierre öccsének, Augustin de Robespierre-nek a támogatását. Ebben az időben Toulonban royalista lázadás tört ki a republikánus kormány ellen, és a lázadókat a tenger felől támogatta egy brit flotta is. A korzikai Antoine Christophe Saliceti közbenjárására Bonapartét megbízták a várost ostromló francia hadsereg tüzérségi osztagának vezetésével. Szeptember 8-án érkeztek meg a városhoz.
Bonaparte sikeres tervet eszelt ki: ágyúkat állíttatott fel az Eguillete hídra, ezeket a kikötőben álló brit hajókra irányította, menekülésre kényszerítve őket. Ezután egy sikeres támadással a franciák visszafoglalták a várost. A rohamban maga Bonaparte is megsérült, december 16-án a combját érte találat. Zseniális terve felkeltette a Közbiztonsági Bizottság figyelmét is (Comité de sûreté générale, létrehozva 1792. október 2-án), amely a Nemzeti Konvent nevében a hadsereget felügyelte. A csata után, december 22-én ezredesből dandártábornokká léptették elő és 1794 elején az itáliai francia hadsereg tüzérparancsnoka lett. Ekkor zajlott az első franciaellenes koalíciós háború. Bonaparte terveket dolgozott ki a Szardíniai Királyság megtámadására. A francia hadsereg 1794 áprilisában e tervek alapján harcolt a saorgiói csatában, majd a hegyekben elfoglalta Ormeát. Ormeából nyugatra tartottak, hogy kiszorítsák a szárd-osztrák erőket Saorge térségéből. A hadjárat után Augustin de Robespierre Bonapartét küldte a Genovai Köztársaságba, hogy tárgyaljon Franciaországnak az országgal kapcsolatos szándékairól.
A Robespierre fivérek bukása és kivégzése után Bonapartét a velük fenn tartott jó kapcsolata miatt 1794. augusztus 6-án bebörtönözték az antibes-i várba. Salicetinek írt levelében szenvedélyesen védekezett a feljelentés ellen, és végül felmentették minden vád alól. Két hét múlva szabadon engedték és technikai képességei miatt felkérték, hogy dolgozzon ki terveket Itália megtámadására Franciaországnak az Ausztria ellen folytatott háborúja kapcsán. Részt vett egy expedíción is, hogy visszavegyék Korzikát a britektől, de a franciákat a Brit Királyi Haditengerészet visszaverte.
1795 áprilisában Bonaparte eljegyezte Désirée Claryt, akinek nővére, Julie már Napoléon bátyjának, Josephnek a felesége volt. Bonapartét ki akarták küldeni a vendée-i háborúba Nyugat-Franciaországba, ám ez valójában karrierje végét jelentette volna: tüzérségi tábornokként gyalogsági parancsnok lett volna egy vég nélküli polgárháborúban, amelyből nem származhatott dicsőség. Így rossz egészségi állapotra hivatkozva elkerülte a megbízatást. Ekkor pénzügyi helyzete is elnehezült, karrierje is bizonytalanná vált. Büntetésből szeptember 15-én eltávolították a rendszeres szolgálatban lévő tábornokok listájáról. Sikertelenül kért engedélyt arra, hogy az oszmán szultán szolgálatába léphessen, Konstantinápolyban. Kapcsolatai, ill. Désirée Clary kapcsolatai, mégis segítettek neki valamelyest: a teljhatalommal felruházott Paul Barras – a thermidori reakció vezetője, a kormányzati feladatokat ellátó Direktórium elnöke – aki tudott Bonaparte touloni katonai hőstetteiről, áthelyezte őt a Közbiztonsági Bizottság topográfiai hivatalába.
Ebben az időszakban írta a Clisson et Eugénie című romantikus regényét, amely egy katonáról és szerelméről szól, és amelyet Bonaparte és Désirée Clary kapcsolata ihletett.

Tüzelés a royalista felkelőkre vendémiaire 13-án

Október 3-án a párizsi royalisták lázadást hirdettek a Nemzeti Konvent ellen. Paul Barras kinevezte szárnysegédjévé és a Tuileriák palotájában székelő konvent védelmére gyorsan összetoborzott seregek parancsnokává. Bonaparte három évvel korábban látta a Tuileriákat védő svájci királyi gárda lemészárlását és rájött, hogy a tüzérség lesz a kulcs a védelemhez.
1795. október 5-én egy fiatal lovastiszt és barátja, Joachim Murat számos nagy ágyút és fegyvert foglalt le, amelyeket a támadók visszaszorítására használtak fel. Később dicsekedett azzal, hogy kartácstűzzel tisztította meg a párizsi utcákat, habár ezt a harcot sokan erkölcstelennek bélyegezték. Mintegy 1400 royalista halt meg. Győzelmei hírnévhez, gazdagsághoz segítették őt és elnyerte az új kormány, a Direktórium támogatását is. Barras Bonaparte lekötelezettjévé vált. Murat ezredes Napoléon egyik húgát, Caroline-t vette feleségül, így sógorok lettek, majd Murat lett Bonaparte egyik legkiválóbb tábornoka. Bonapartét belügyminiszterré léptették elő és átvette a francia itáliai hadsereg vezetését.
Heteken belül szerelmi kapcsolatba lépett a kivégzett Alexandre de Beauharnais özvegyével, Barras volt szeretőjével, Joséphine de Beauharnais-al. Gyorsan felbontotta eljegyzését Désirée Claryval és 1796. március 9-én összeházasodott Joséphine-vel, akinek néhai hitvesétől már volt két gyermeke: Eugène és Hortense, akiket Bonaparte örökbe fogadott. Ezután beköltözött felesége lakosztályába, a Párizs melletti malmaisoni kastélyba.

### Itáliai hadjárat

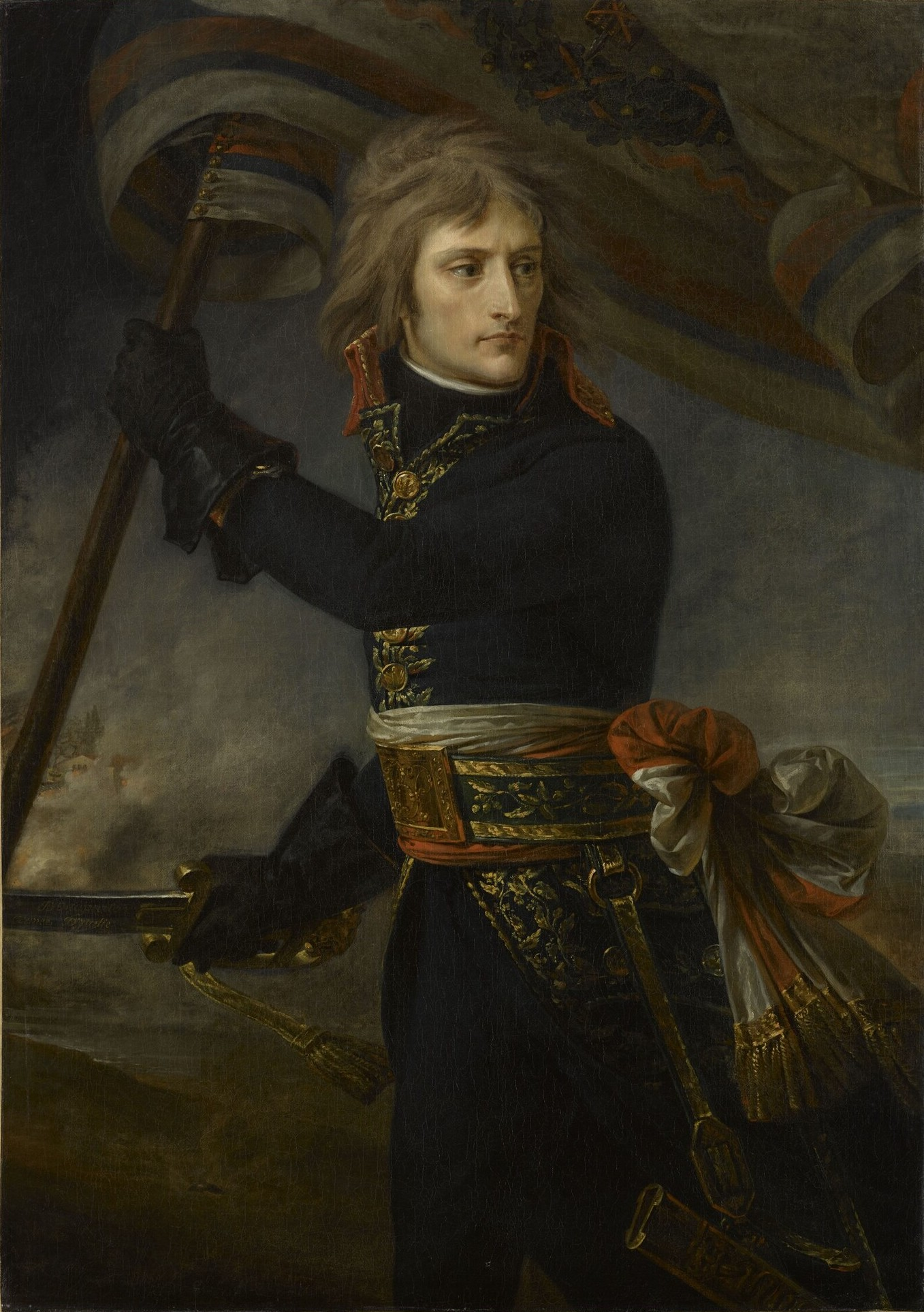
Bonaparte az arcolei híd csatájában

Két nappal házasságkötése után Bonaparte tábornok Nizzában átvette az itáliai hadsereg vezetését és március 27-én hadjáratot vezetett Észak-Itáliába. Célja a szárd-piemonti erők legyőzése volt, mielőtt osztrák szövetségeseik beavatkoztak volna. A montenottei csatában gyors győzelmet aratott és két hét alatt legyőzte Piemontot, elfoglalta Milánót. A franciák ezután az osztrákok legyőzésére koncentráltak. Ausztria hadjáratot indított a franciák legyőzésére, de Bonaparte szétverte a túlerőben lévő sereget, győzelmet aratott a a lodi csatában, majd Castiglionénál, Bassanónál, Arcolénál és Rivolinál. A rivoli csata az osztrák seregek összeomlását eredményezte Itáliában, a csata során az osztrákok mintegy 14 000 embert veszítettek, míg a franciák 5000-et. Katonái a lodi csatában a „kis káplár” elnevezést adták neki, ő maga pedig ekkor érezte meg, hogy több mint a tábornokok egyike, hivatott Franciaország vezetésére.
Súlyos kritikát fogalmaz meg a hadjárattal kapcsolatban Marco Ferrero, és a nyomában Bibó István. Szerintük Piemont „legyőzése” egyszerűen az ország háborús fáradtságán alapult: az ország valójában nem volt legyőzve, de már rég ki akart lépni a háborúból, és erre Napóleon csekély előrenyomulása is jó ürügyet teremtett. Az osztrákok fölötti győzelem pedig azon alapult, hogy Napóleon megsértette a Pármai Hercegség semlegességét, amit az osztrákok a maguk részéről tiszteletben tartottak. Mindenesetre a közvélemény fogékony volt arra, hogy Napóleonban katonai zsenit lásson, mert csak az eredményeket látta. 
Az itáliai hadjárat során Bonaparte hadserege 150 000 foglyot ejtett, 540 ágyút zsákmányolt és 18 győztes csatát vívott a tábornok kiváló tüzérségi technológiájának és taktikájának köszönhetően. A hadjárat sikerei miatt Bonaparte francia politikai befolyása is egyre jobban nőtt. Két folyóiratot is megjelentetett, egyiket seregei számára, másikat Franciaország lakosságának. Bonaparte erői első sorban pénzt zsákmányoltak, de nemesfémeket és ékszereket is, továbbá több mint háromszáz felbecsülhetetlen értékű festményt és szobrot is elkoboztak. A zsákmány értéke fölbecsülhetetlen, egész államok nemzeti vagyonával hasonlítható csak össze.
Kiűzte az osztrákokat Lombardiából és legyőzte a pápai állam hadseregét is. Mivel VI. Piusz pápa ellenezte XVI. Lajos király kivégzését, a Francia Köztársaság annektálta a pápai állam egyes területeit. Bonaparte figyelmen kívül hagyta a Direktórium utasítását, mely szerint meg kellett volna fosztania a pápát hatalmától és Róma ellen kellett volna vonulnia. (Egy évvel később egyébként – amikor Bonaparte Ausztriában volt – ezt Berthier tábornok megtette, elfoglalta Rómát és február 20-án bebörtönözte VI. Piuszt, aki fogsága alatt két év múlva meghalt.)
A hadjárat következő szakasza a Habsburg területek francia megszállása volt. Bár a dél-németországi francia erőket 1796-ban Károly főherceg legyőzte, kénytelen volt visszavonni csapatait Bécs védelmére, miután tudomást szerzett Bonaparte támadásáról. A két parancsnok először a tarvisi csatában találkozott 1797 márciusában, ahol Bonaparte legyőzte ellenfelét és mélyen behatolt Ausztriába. Az osztrákokat megrémítette a francia előrenyomulás, amely egészen Leobenig jutott el, Bécstől mintegy 100 km-re, és végül úgy döntöttek, hogy békét kérnek. A leobeni szerződés – amelyet az ezt megerősítő Campo Formió-i béke követett – Franciaországnak adta Itáliát, Németalföldet és a Rajna melletti területeket. Bonaparte ezután Velence ellen vonult. Megadásra kényszerítette a várost, és ezzel véget vetett a Velencei Köztársaság több mint ezer éves függetlenségének. 
Az 1797-es választások megnövelték a royalista párt hatalmát, mely egyre fenyegetőbbé vált Barras és a Direktórium tagjainak hatalma számára. A royalisták elsősorban Bonapartét támadták itáliai fosztogatásai miatt. Szeptemberben Bonaparte Augereau tábornokot hazaküldte Párizsba, hogy államcsínnyel vegye át a hatalmat és tisztítsa meg a várost a royalistáktól. Az átvett hatalom visszakerült Barras és direktóriumi szövetségeseinek a kezébe. Bonaparte seregeinek a fővárosban kellett maradniuk, hogy fenntartsák a rendet. Miután aláírta a Campo Formió-i békét Ausztriával, Bonaparte decemberben győztes hódítóként tért vissza Párizsba. A Franciaország ellen szövetkezett első koalíció szétesett. Napóleon ekkor kötött politikai szövetséget Franciaország új külügyminiszterével, Charles Talleyrand-nal.

## Személyisége
Bonaparte az itáliai hadjárattal vált történelemformáló személyiséggé. Itt mutatunk be ezért néhány szempontot, ami jellemezte őt, és aminek szerepe lehetett abban, hogy éppen ő vált a következő korszak névadójává. 

Johann Ludwig Wurstemberger, aki Napoleon társaságában volt 1797-ben és 1798-ban, megjegyezte, hogy „Bonaparte meglehetősen karcsú és sovány volt; az arca is nagyon keskeny volt, sötét arcszínű... fekete, ápolatlan haja egyenletesen lelógott mindkét vállán", de annak ellenére, hogy sovány volt és megjelenésre rendetlen, "a tekintete és kifejezése komoly volt és erőteljes."
Bonaparte sokat olvasott az ókor harcosairól, különösen Nagy Sándorról, Caesarról és Hannibálról. Tanulmányozta és magáévá tette katonai stratégiájukat. Megértette a haditechnikát, újító volt Franciaország pénzügyi, bürokratikus és diplomáciai erőforrásainak felhasználásában. Beosztottjainak gyorsan diktálta le bonyolult parancsai sorozatát. Szigorú, hatékony munkaszokásokat tartott fenn, előtérbe helyezve a tennivalókat. Sok tábornokával ellentétben, soha nem vizsgálta meg a történelemben, hogy mit tett például Hannibál, Nagy Sándor vagy bárki más az övéhez hasonló helyzetekben. A kritikusok szerint sok csatát pusztán a szerencse miatt nyert meg, míg ő azzal érvelt, hogy azokhoz a vezetőkhöz érkezik a szerencse, akik felismerik a lehetőséget és megragadják azt. 
Sokan észlelték, hogy Napóleon az 1805-06-ban Austerlitznél és Jénánál elért győzelme tovább fokozta önnagyságérzetét, még biztosabbá téve sorsában és legyőzhetetlenségében. „Én a birodalmat alapító fajhoz tartozom” – dicsekedett egyszer és az ókori rómaiak örökösének tartotta magát.
Denis Davydov orosz katonatiszt személyesen találkozott vele és rendkívül átlagosnak tartotta a megjelenését. Arcát kissé dagadtnak, orrát nem túl nagynak, a haját sötét-vöröses szőkének, szemöldökét és szempilláit sokkal sötétebbnek, mint a haja színét, szeme színét kéknek, és termetét alacsonynak írta le. Idősebb korára nagyon elhízott.
Nagy hatást gyakorolt még ellenségeire is, gyakran megzavarta őket. Az 1806-os auerstadti csatában például III. Frigyes Vilmos porosz király erői 63 000-en, míg a franciák sokkal kevesebben, 27 000-en voltak, amikor azonban tévesen azt mondták a királynak, hogy a csatát Napóleon vezeti, elhamarkodott visszavonulást rendelt el, ám Napóleon ekkor Jénánál vezette seregét. Személyiségének ereje semlegesítette az anyagi nehézségeit, mivel katonái abban a bizalomban harcoltak, hogy a császáruk vezetésével biztosan győzni fognak.
Első konzulként, majd császárként Napóleon nem viselt többé tábornoki egyenruhát, inkább a császári gárda ezredesi, nem huszári ruháját viselte. Általában vasárnaponként viselt ezredesi kék egyenruhát. Mindig viselte a Becsületrend és a Vaskorona Rend kitüntetéseit. A körülötte lévőket és marsalljait – főleg koronázásakor – szintén díszes, bonyolult egyenruhákkal látta el.

## Út a teljhatalomig

### Egyiptomi hadjárat

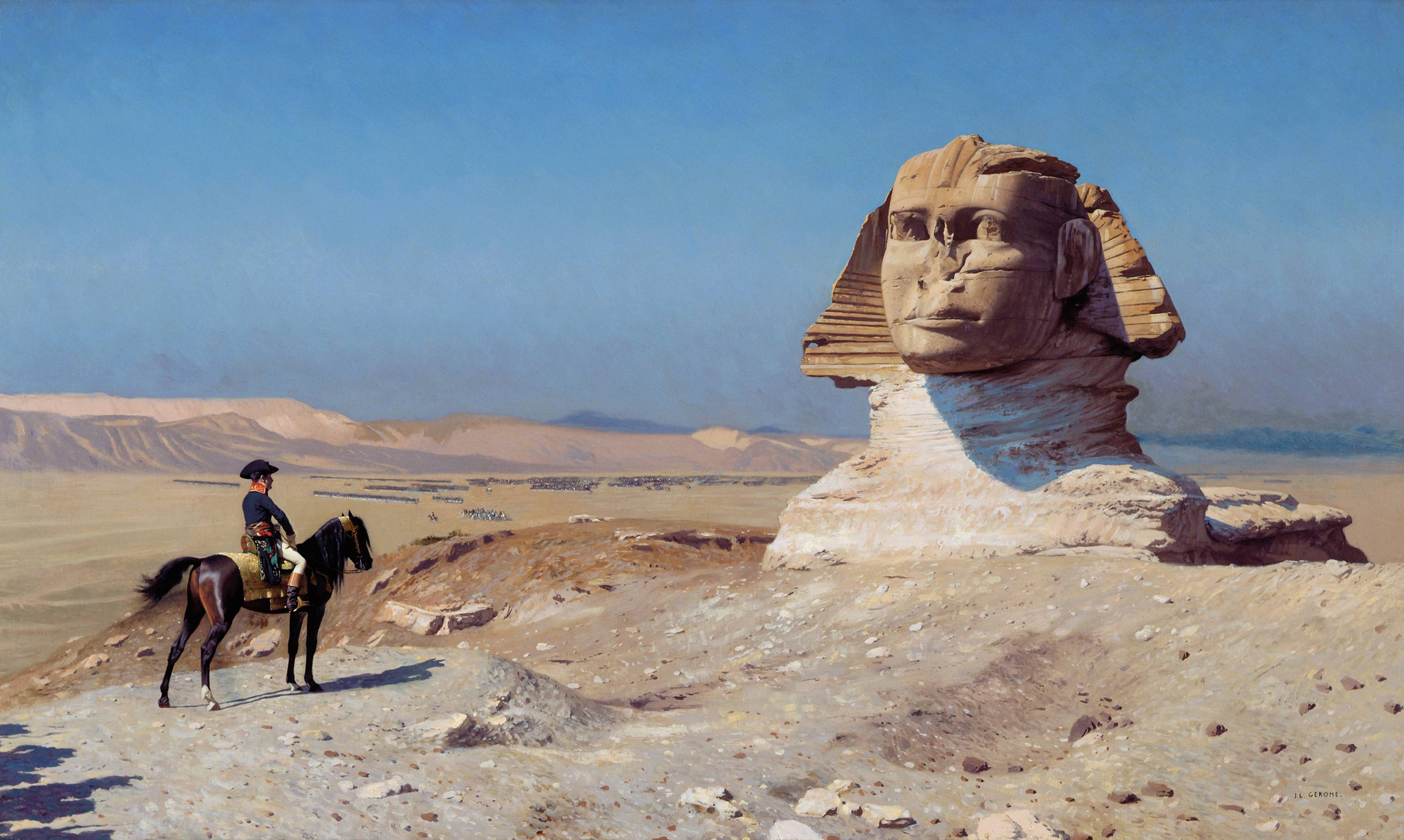
Bonaparte és a Szfinx (J.L. Gérôme festménye

Bonaparte egy Nagy-Britannia elleni invázióra kezdett felkészülni, de két hónapnyi tervezés után arra a következtetésre jutott, hogy Franciaország haditengerészeti ereje még nem elegendő ahhoz, hogy szembe szállhasson a brit flottával. Ezért úgy döntött, hogy hadjáratot vezet Egyiptom ellen és elszakítja Nagy-Britannia kereskedelmi útvonalait Indiától. A Direktórium szívesen kinevezte őt az Egyiptom ellen készülődő hadsereg parancsnokává, mivel népszerűsége messze felülmúlta a Direktórium tagjaiét, így a Direktórium tartott Bonaparte egyre növekvő befolyásától. Bonaparte ugyanakkor Egyiptomban már kvázi-államfőként működhetett. Francia jelenlétet akart létrehozni a Közel-Keleten és összefogni Tipu, Maiszúr szultánjával, aki a britek ellensége volt. Terveiben szerepelt az is, hogy Egyiptom meghódítása után kapcsolatokat létesít az indiai hercegekkel, hogy velük együtt megtámadja a felettük uralkodó angolokat.
1798 májusában Bonapartét a Francia Tudományos Akadémia tagjává választották. Egyiptomi hadjárata során 167 tudóssal, matematikussal, természettudóssal, vegyésszel és geodétával dolgozott együtt, akik az ókori Egyiptom történelme és kultúrája után kutattak. Felfedezéseik közé tartozott például a Rosette-i kő, amelynek segítségével Jean-François Champollion néhány évtizeddel később megfejtette az egyiptomi írást.
1798. június 9-ére Bonaparte félúton Egyiptom felé elérte Málta szigetét is. Málta elfoglalásával Bonaparte mindössze csak három embert veszített.
Bonaparte és flottája elkerülte a brit haditengerészet támadását és július 1-én partra szállt Alexandriában, majd bevonult Kairóba. Július 21-én, a piramisok csatájában Bonaparte 25 ezer katonája legyőzte a mamlúkok 40 ezer fős hadseregét, mintegy 24 km-re a piramisoktól. Ezzel meghódította Egyiptomot.
1798. augusztus 1-én azonban a Horatio Nelson admirális vezette brit flotta megsemmisítő vereséget mért a francia flottára a nílusi csatában, megakadályozva ezzel Bonaparte azon célját, hogy a franciák átvegyék a Földközi-tenger irányítását. Ezzel a britek Bonapartét elszakították Franciaországtól. Hadseregével sikerült megnövelnie hatalmát Egyiptom felett, bár többször is felkeléseket kellett levernie. Miután az Oszmán Birodalom hadat üzent Franciaországnak, Bonaparte bevonult a török uralom alatt lévő Szíriába. Bonaparte vezette a 13 ezer fős seregét Arís, Gáza, Jaffa és Haifa meghódításakor. A Jaffa elleni támadás különösen brutális volt. Férfiakat, nőket és gyerekeket raboltak ki és gyilkoltak meg az ostrom három napja alatt, muszlimokat és keresztényeket egyaránt. Bonaparte felfedezte, hogy a védők között sokan olyan korábban már általa elfogott török hadifogoly van, akiket azzal engedett szabadon, hogy többé nem harcolnak a franciák ellen. Megparancsolta, hogy a helyőrséget és 1400 foglyot szuronnyal vagy akasztással végezzék ki, hogy golyókat takarítsanak meg.
Bonaparte 13 000 fős seregéből 1500-an eltűntek, 1200-an elestek a harcokban, és ezrek haltak meg pestisben. Akkónál nem sikerült ellenállnia a brit parancsnokság alatt harcoló törököknek, ezért seregével visszavonult Egyiptomba. Bonaparte elrendelte, hogy ópiummal mérgezzék meg a pestisben szenvedő beteg katonákat, bár maga úgy számolt be erről, hogy a betegek mellé tették a mérget, és maguk dönthettek, beveszik-e. Július 25-én Egyiptomban sikeresen visszaverte az oszmán támadást Abukirnál.
Eközben folyamatosan értesült az európai ügyekről. Megtudta, hogy Franciaország háborút veszített el a második koalíció haderejétől, az osztrákok majdnem minden franciát kiűztek Itália területéről. A Direktórium utasításokat küldött, hogy térjen vissza és hárítsa el a francia föld esetleges invázióját."a Direktórium utasította" vagy hazaszökött?[forrás?] 1799. augusztus 24-én, a rá vadászó brit flotta éberségét kijátszva visszatért Franciaországba. Seregét Egyiptomban Jean-Baptiste Kléber vezetése alatt hagyta hátra, akit azonban pár hónappal később meggyilkoltak Kairóban. Az utánpótlás nélkül maradt sereg végül 1802-ben megadta magát a briteknek azzal a feltétellel, hogy a brit flotta hazaszállítja őket.

### Brumaire 18–19-i államcsíny

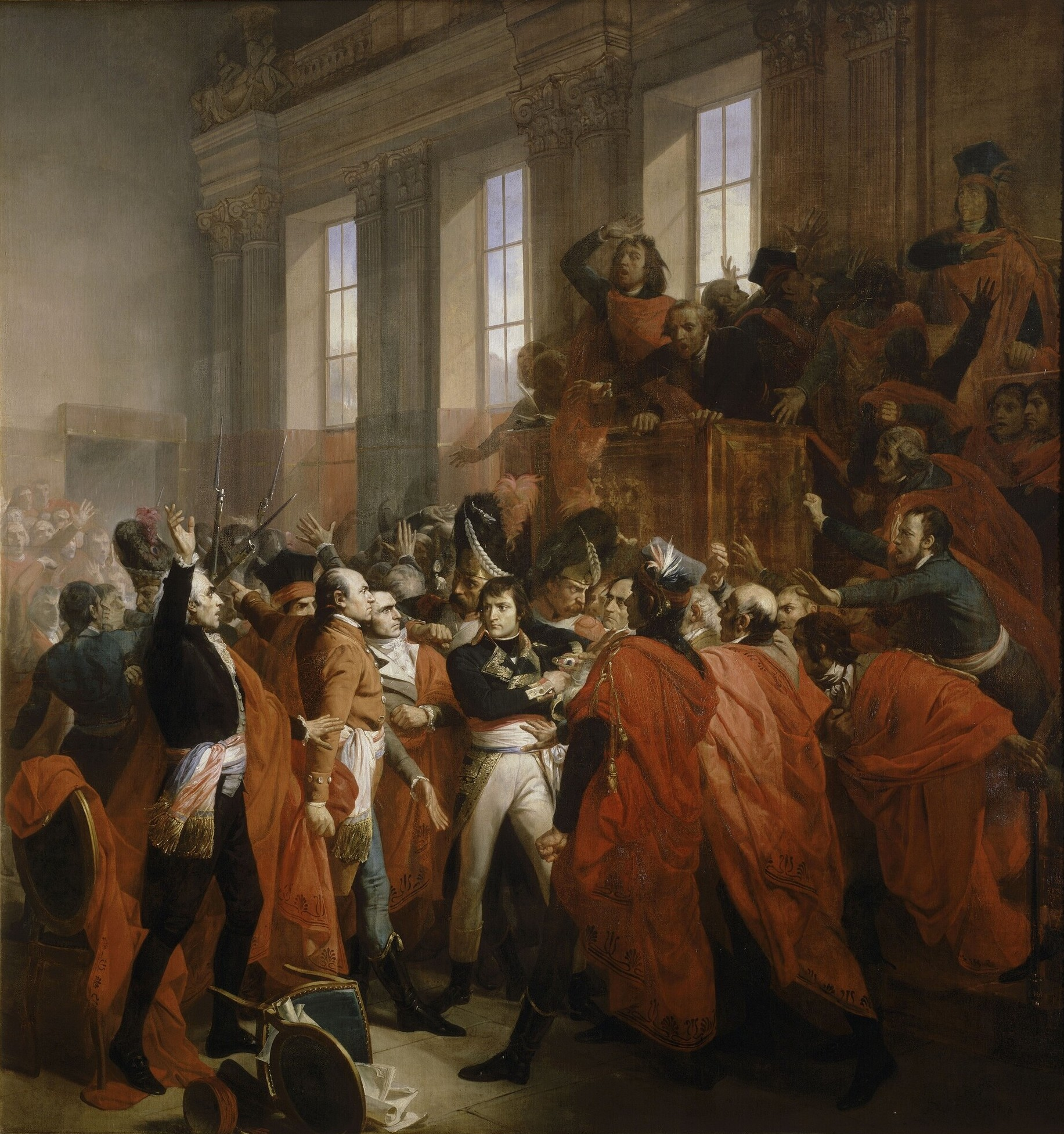
Bonaparte az Ötszázak Tanácsában (F. Bouchot festménye)

Mire Bonaparte októberben hazatért Párizsba, Franciaország háborús helyzete néhány győzelemmel javult, azonban a köztársaság csődbe ment és a Direktórium meggyengült, népszerűtlenné vált a francia lakosság körében.
Az ekkor még nem egyértelmű egyiptomi kudarc ellenére Bonaparte népszerűsége továbbra is megmaradt. Talleyrand közvetítésével tárgyalásokat folytatott Emmanuel Sieyès-vel, a direktórium tagjával, a kormányzat megdöntéséről. Az államcsíny szervezői között ott volt Talleyrand, Sieyès, Roger Ducos direktóriumi tag, Joseph Fouché rendőrminiszter és Napoléon öccse, Lucien, akit október 23-án választottak meg az Ötszázak Tanácsának elnökévé. 1799. november 9-én a törvényhozói testületek ülését áthelyezték a Párizstól nyugatra fekvő Saint-Cloud kastélyába, Párizstól nyugatra. Bonapartét kinevezték a fővárost védő seregek parancsnokává, miközben az államcsíny többi szervezői rémhíreket terjesztettek el a jakobinusok szervezkedéséről. Másnap a képviselők rájöttek, hogy államcsínnyel állnak szemben, Bonaparte hatalmától való megfosztását követelték, mire ő válaszul seregeivel betört a Saint-Cloud-i kastélyba, és feloszlatta az Ötszázak és a Vének Tanácsát. Ezután néhány képviselőt visszatereltek a kastélyba és megállapodtak velük egy hármas konzulátus felállításáról, melynek tagjai Bonaparte, Sieyès és Ducos lettek. Ezzel feloszlatták a Direktóriumot.

## Az első konzul

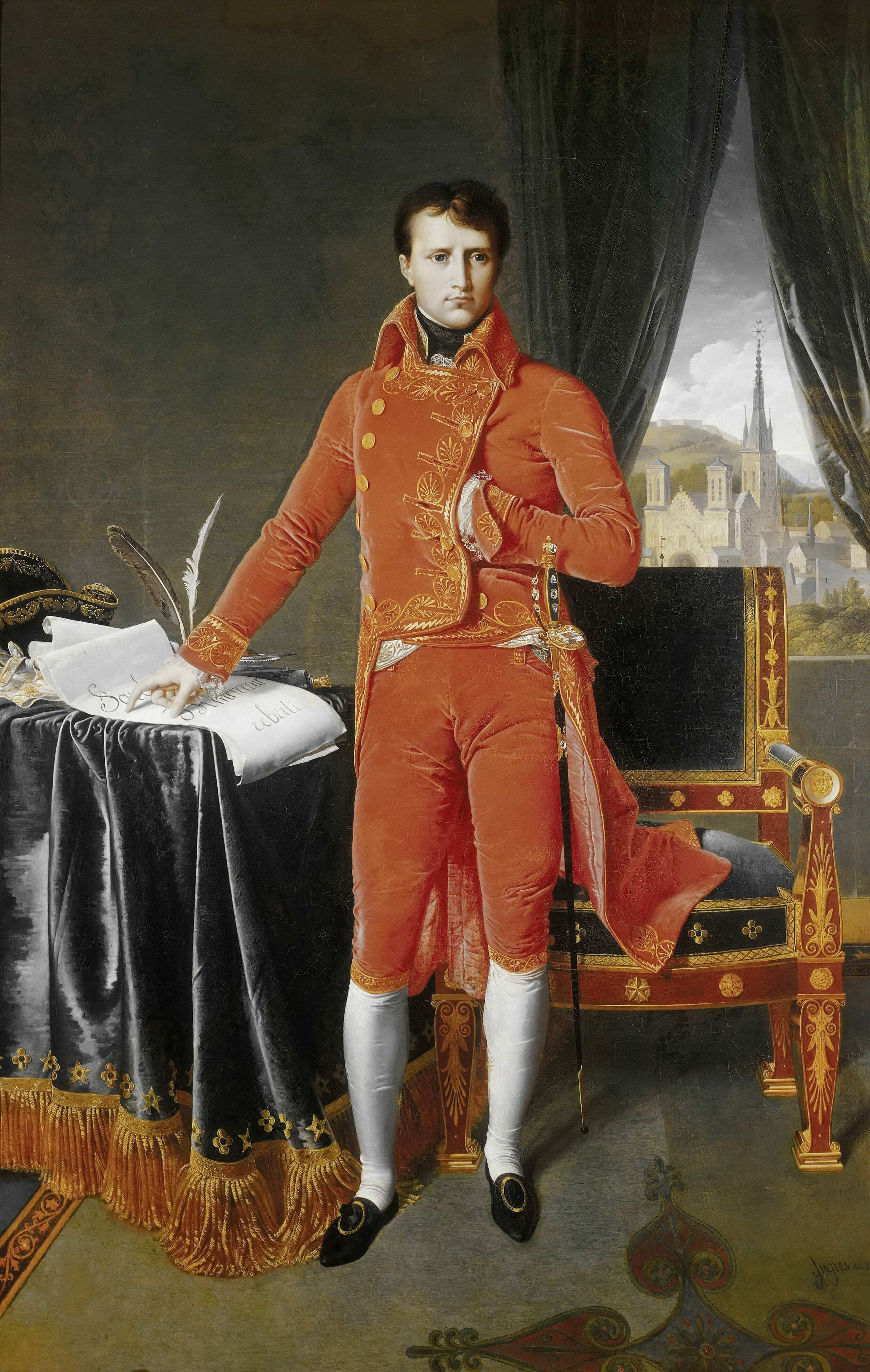
Bonaparte mint első konzul (Jean Auguste Dominique Ingres festménye)

Bonaparte lényegében katonai diktatúrát vezetett be. Ő lett Franciaország első konzulja és beköltözött a Tuileriák palotájába. Bonaparte és köre népszavazással akarta legitimálni az államcsínyt. Bevezették a VIII. évi alkotmányt, melynek elfogadásáról 1800 januárjában népszavazást tartottak. A szavazók 99,94%-a hivatalosan igennel szavazott, ám ez túl szép, hogy igaz legyen. Bonaparte hatalomra jutásakor még mindig tartott az európai háború, belső zavargások ütötték fel a fejüket Franciaországban és hatalma sem volt még stabil. Az 5 millió választópolgárból kb. 2 313 000-an szavaztak, abból mai becslés szerint csak olyan 1 550 000 fő szavazta meg ténylegesen az új alkotmányt. Bár ez győzelem volt, Bonaparte azt akarta láttatni, hogy az egész nép támogatja a konzulátust, ezért öccse, Lucien Bonaparte belügyminiszter olyan hivatalos eredményt hirdetett ki, amely szerint a szavazóknak csak 0,06%-a ellenzi az új alkotmányt. Az alkotmány annyiban folytatta a forradalmat, hogy fönntartotta az emigránsok elleni törvényeket, és visszafordíthatatlannak mondta ki a nemzeti vagyon forradalom idején történt kiárusítását.
1800 tavaszán az első konzul csapatai élén átkelt a svájci Alpokon Itáliába, hogy meglepje az osztrákokat, akik már majdnem teljesen kiszorították a francia hadsereget Itália területéről, mialatt Bonaparte Egyiptomban volt. Ennek a rövid Habsburg restaurációnak fontos fejleménye volt egy szabad pápaválasztás Velencében, miután VI. Piusz pápa 1799. augusztusában francia fogságban meghalt. A konklávé 1800-ban választotta meg VII. Piust.
Az egyetlen fontos francia kézen levő város Genova kikötője volt, amely eleste esetén lehetővé tette volna az angoloknak, hogy az osztrák sereget a tenger felől lássa el, és az immár francia földre léphessen. Az osztrákok úgy vélték, hogy a döntő küzdelem ezért a városért fog zajlani, amelyet valóban elkeseredetten védett Masséna francia tábornok. Bonaparte hadserege így az Alpokon való nehéz átkelés után gyakorlatilag észrevétlenül lépett Észak-Itália síkságára. Bár az osztrákok végül bevették Genovát, Bonaparte viszont elfoglalta Milánót, így az osztrákok válságos helyzetbe kerültek, és megpróbáltak kelet felé visszavonulni.

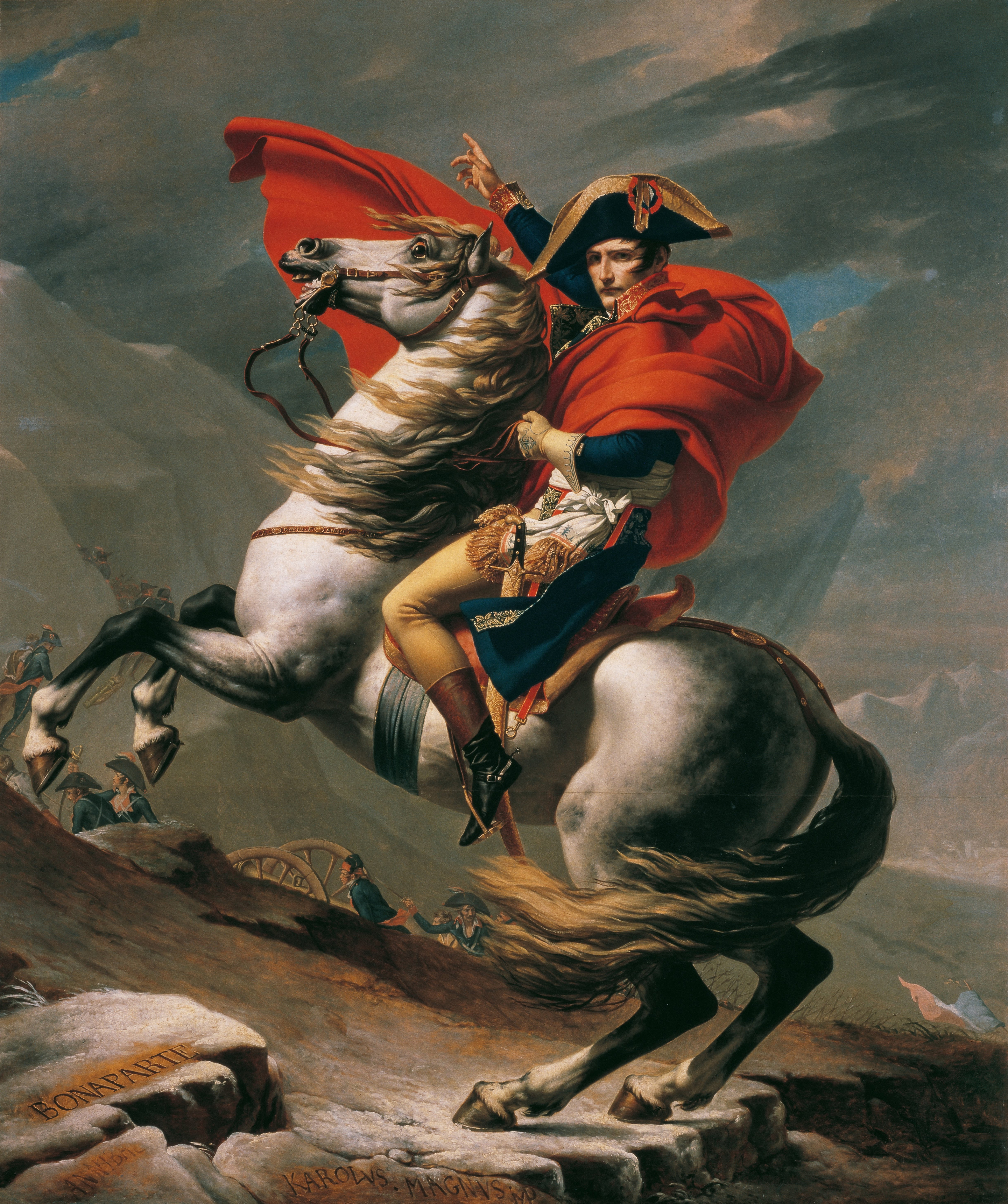
Jacques-Louis David: Napóleon átkel az Alpokon (1800)

Végül a két hadsereg június 14-én a marengói csatatéren találkozott. A csata az osztrákok számára kedvezően kezdődött, mivel kezdeti támadásuk meglepte a széttagolt francia csapatokat, akik több ponton várták az osztrák fősereg fölbukkanását. Marengo francia védői fokozatosan visszavonultak. Az osztrák csapatokat vezető Michael von Melas tábornok kijelentette, hogy ő nyerte meg a csatát és 15 óra körül visszatért főhadiszállására, így beosztottai voltak felelősek a franciák üldözéséért. A francia vonalak azonban nem törtek meg. Bonaparte folyamatosan kilovagolt csapatai közé, és kitartásra buzdította őket. Késő délután, az utolsó pillanatban érkezett meg Desaix tábornok serege, ami megfordította a csata sorsát. A francia tüzérség és lovasság megtizedelte az osztrák hadsereget, amely a Bormida folyón átkelve visszamenekült Alessandriába, 14 000 áldozatot hagyva maga után. Másnap az osztrák hadvezetés Alessandriában beleegyezett, hogy Észak-Itáliát elhagyják és átengedik a franciáknak.
Figyelemre méltó, hogy első itáliai hadjáratában Bonaparte majdnem egy évet töltött azzal, hogy az osztrákokat kiszorította Itáliából. 1800-ban csak egy hónapba telt neki, hogy elérje ugyanezt a célt.
Bonaparte marengói diadala, amit a propaganda alaposan kihasznált, biztosította politikai tekintélyét és népszerűségének növelését, de nem vezetett azonnali békéhez. Napoléon bátyja, Joseph vezette a francia delegációt a lunéville-i béketárgyalásokon és arról számolt be, hogy Ausztria a brit támogatástól felbátorodva nem ismeri el a Franciaország által megszerzett új területek elvesztését. Ahogy a tárgyalások egyre feszültebbé váltak, Bonaparte parancsot adott Moreau tábornoknak, hogy még egyszer mérjen csapást Ausztriára. Moreau serege végigsöpört Bajorországon és hatalmas győzelmet aratott Hohenlindennél 1800 decemberében. Ennek eredményeként az osztrákok kapituláltak és aláírták a lunéville-i békét 1801 februárjában. Ezzel a Franciaország elleni második koalíció szétesett.

### A kezdeti béke időszaka
Bonaparte uralmának első éveit komoly béketörekvés jellemezte, amit persze a francia katonai győzelmek alapoztak meg. Mégis tartós rendezésnek bizonyult Franciaország és az Egyházi Állam 1801. július 15-én kötött konkordátuma, amely érvényben maradt 1905-ig, az egyház és az állam szétválasztásáról szóló törvény elfogadásáig. 
Annyi kimondható, hogy a forradalmi „választékból” Napóleon hatalomra jutása bizonyult a legjobb fejleménynek a katolikus egyház számára. Katolikusnak nevelték, de soha nem mélyült el a hitében. A forradalom idején deistának is mondta magát és Joséphine de Beauharnais-al polgári házasságot között, vallási szertartás nélkül, de ez éppúgy lehetett a karrierje érdekében tett lépés a forradalom egyházellenes légkörében, mint az, hogy a császárkoronázás előestéjén a pápa ragaszkodására Napóleont és Joséphine-t immár katolikus esküvőn adta össze Fesch bíboros. Igaz, a Napóleon ellenőrzése alatt álló párizsi egyházi törvényszék ezt a házasságot 1810 januárjában érvénytelenítette. Ezután következő házasságát Mária Lujza főhercegnővel 1810. április 1-én szintén katolikus ceremónián kötötte, de akkor már a pápa által kiközösített személyként.
Legőszintébbnek a Szent Ilonán tett vallási megnyilatkozásai és gesztusai tekinthetőek, de ezek nem feltétlenül jellemzik korábbi gondolkodását, még aktív államférfiként. Szent Ilonán való száműzetése alatt ezt mondta: „Ismerem az embereket és azt mondom, hogy Jézus Krisztus nem ember: Felszínes gondolkodás hasonlóságot látni Krisztus, valamint a birodalomalapítók és más vallások alapítói között. Ilyen hasonlóság nem létezik”. 1821-ben a halála előtt megbékült az egyházzal.

A katolikus egyház helyzete nagyon zavarossá vált a forradalom évtizedében, mert a Papság Polgári Alkotmánya, amelyet 1790-ben fogadtak el, és az első években véres erőszakkal kényszerítettek a francia papságra, előírta az egyházkormányzati kapcsolat megszakítását Rómával. Az alkotmány szerint a polgárok által megválasztott püspök nem fordulhat megerősítésért a pápához. Francia plébániát és püspökséget csak olyan pap tölthetett be, aki az alkotmányt aláírta, és akit ebből következően a pápa kiátkozott az egyházból. Akik nem írták alá, azok egy része emigrált, más része életveszélyt vállalva titokban folytatta hivatását Franciaországban. Bonaparte és a pápa tárgyalásain ezt a zűrzavart kellett rendezni.

Franciaországot 59 egyházmegyére és 10 egyháztartományra osztották fel

A konkordátum minden püspököt lemondásra szólított föl, akárki is volt a kinevező, tehát a pápa által kinevezett és az „alkotmányos” püspököket is. Ezután az országot 59 egyházmegyére és 10 egyháztartományra osztotta föl, amelyek élére új püspököket rendelt, akiknek személyét az állam prezentálja a pápa felé. A konkordátum nem állította helyre a forradalom alatt lefoglalt és eladott hatalmas egyházi birtokokat és vagyonokat, mégis megfelelt a pápának is, mivel Bonaparte legalább elvben sokkal szélesebb körben elismerte a pápa egyházfői jogait, mint a Bourbon uralkodók az ancien regime idején, amikor a francia uralkodók egyház fölötti jogai „gallikanizmus” néven teológiai elméletet alkottak. Alsóbb egyházszervezeti szinten a konkordátum az istentiszteletek rendőrségi felügyeletét engedélyezte, de érdemben nem korlátozta a püspökök jogát a plébánosok kinevezésére, és az államosított vagyon fejében magára vállalta a papság fizetését. Lényegében megszületett a modern egyház, amelyben a papokat a püspökök felügyelik. A katolikusok állammal szembeni ellenségessége elcsendesült. Hasonló megállapodásokat kötöttek az egyházakkal a Franciaország által ellenőrzött területeken, különösen Itáliában és a német államokban.
A modern egyházi felfogás inkább Napóleon érdemének ismeri el, de a kor egyházával feszültséghez vezetett, hogy Napóleon az általa uralt Európában emancipálta a zsidókat, valamint a katolikus országokban élő protestánsokat és a protestáns országokban élő katolikusokat és kiterjesztette a tulajdonhoz, az istentisztelethez és a karrierhez fűződő jogaikat. A zsidókat mentesítette a gettókra korlátozástól is. Kijelentette: „Soha nem fogadok el olyan javaslatokat, amelyek arra köteleznék a zsidó népet, hogy hagyja el Franciaországot, mert számomra a zsidók ugyanazok, mint bármely más állampolgár hazánkban. Gyengeség kell ahhoz, hogy elüldözzük őket az országból, de erő kell ahhoz, hogy asszimiláljuk őket”. A zsidóknak való kedvezés volt az egyik ok, ami miatt az orosz ortodox egyház hivatalosan Antikrisztusként ítélte el. Említést érdemel, hogy az 1808-ban kiadott hírhedt rendeletekben viszont korlátozta a zsidó pénzkölcsönzést, adósságokat törölt el „uzsora” címén, megtiltotta, hogy a zsidók kibújjanak a sorozás alól azzal, hogy mást állítanak ki maguk helyett – erre a keresztényeknek továbbra is módjuk volt – és pl. azt is korlátozta, hogy a zsidók milyen francia neveket vehetnek föl. Alapjában a jellegzetesen zsidó ószövetségi neveket tiltotta, vagyis célja a zsidóság teljes asszimilálása volt a francia társadalomba.
Egy évtizednyi folyamatos hadviselés után Franciaország és Nagy-Britannia 1802 márciusában aláírta az amiens-i békét. Ezzel 14 hónapig, 1803. május 18-ig teljes béke köszöntött Európára, az egyetlen békeidőszak 1793 és 1815 között.

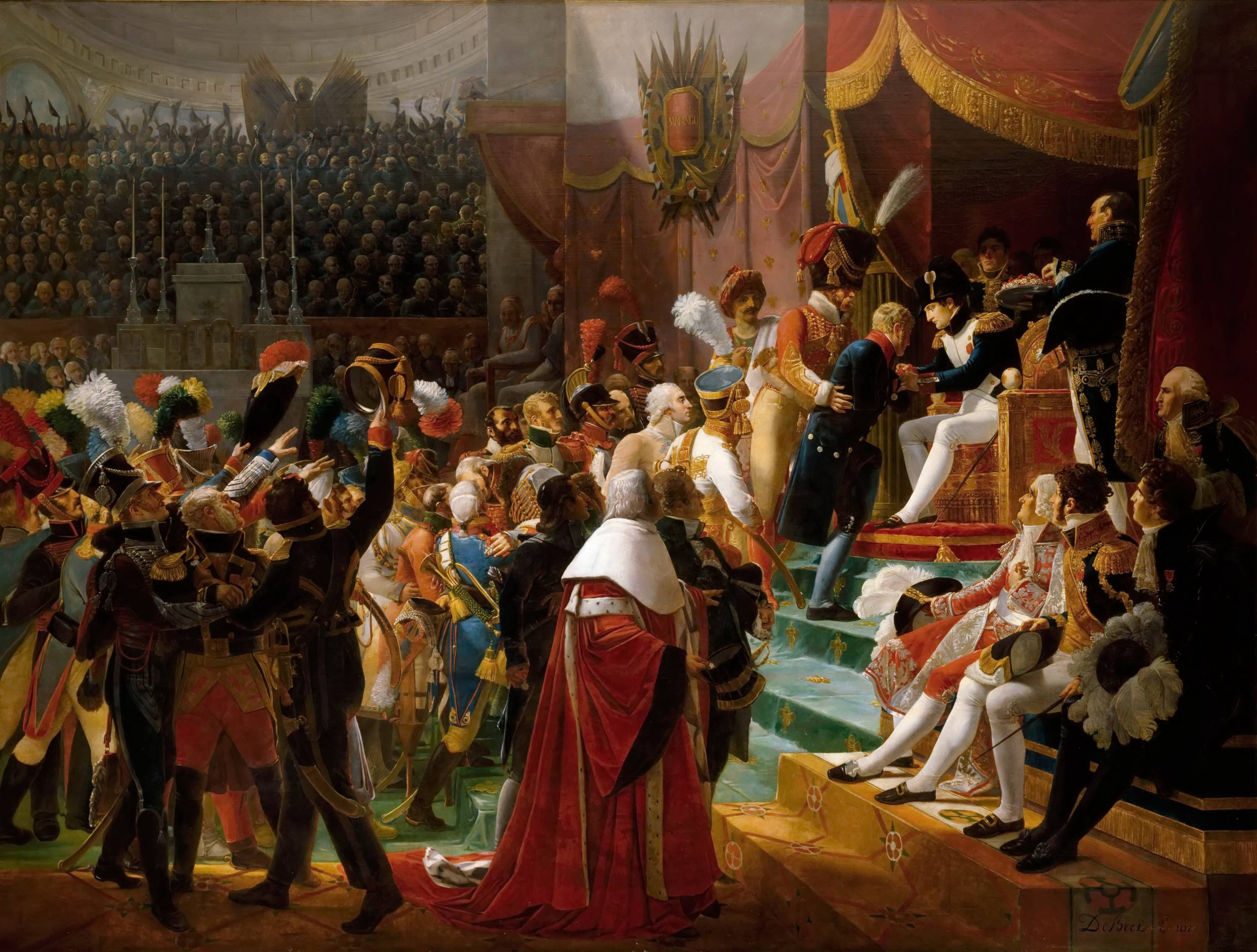
1804. július 15-én Napóleon császár átadja a Becsületrend rendjeleit

Napóleon különböző reformokat vezetett be a csődbe ment ország életének helyreállítására, így a felsőoktatásban, az adótörvényekben, az út- és csatornarendszerek átalakítása érdekében. 1800-ban létrehozta a Francia Nemzeti Bankot, a francia történelem első központi bankját. 1802 májusában a polgári és katonai érdemek elismerésére létrehozta a Becsületrendet, mely napjainkig is Franciaország legmagasabb kitüntetése.
Napóleon törvénykönyvét, a Code Napoléont a második konzul, Cambacérès felügyelete alatt álló bizottság alkotta meg, melyet az első konzul hozott létre 1800-ban. Napóleon aktívan részt vett a tervezeteket átdolgozó Államtanács ülésein. A törvénykönyv alapvető változást hozott a polgári jogrendszerben. Később, Szent Ilona szigetén Napóleon maga így értékelt: „Az igazi dicsőségem nem az, hogy negyven csatát nyertem, Waterloo kitörli a sok győzelem emlékét, de ami örökké élni fog, az az én polgári törvénykönyvem.” A napóleoni kódex felszámolta a feudalizmust Nyugat-Európában. Liberalizálta a tulajdonjogot, megszüntette a földesúri rendszert, eltörölte a kereskedők és a kézművesek céhét, bezárta a zsidó gettókat és a zsidókat mindenki mással egyenlővé tette. Az egyházi bíróságok és a vallási tekintély hatalmát jelentősen csökkentették és törvény előtti egyenlőséget hirdettek minden ember számára. Napóleon ezenkívül más törvénykönyveket is közzétett a büntető- és kereskedelmi jogok kodifikálására.
Bonaparte népszerűsége magasra emelkedett belföldön és külföldön egyaránt. 1802 tavaszán egy újabb népszavazást írtak elő, ahol a francia választók nagy számban jelentek meg, hogy jóváhagyjanak egy alkotmányt, amely állandóvá tette a konzulátust. Míg a két évvel korábbi népszavazáson kétmillióan vettek részt, az új népszavazás 3,6 millió embert csábított el a szavazásra (az összes jogosult szavazó 72%-át). Az alkotmány a szavazatok több mint 99%-val kapott jóváhagyást, ami persze megintcsak túl szép, hogy igaz legyen. 1802-ben már kevesen mertek nyíltan szembeszállni a konzulátussal. 1802 után az első konzult már nem Bonaparténak, hanem Napóleonnak nevezték.

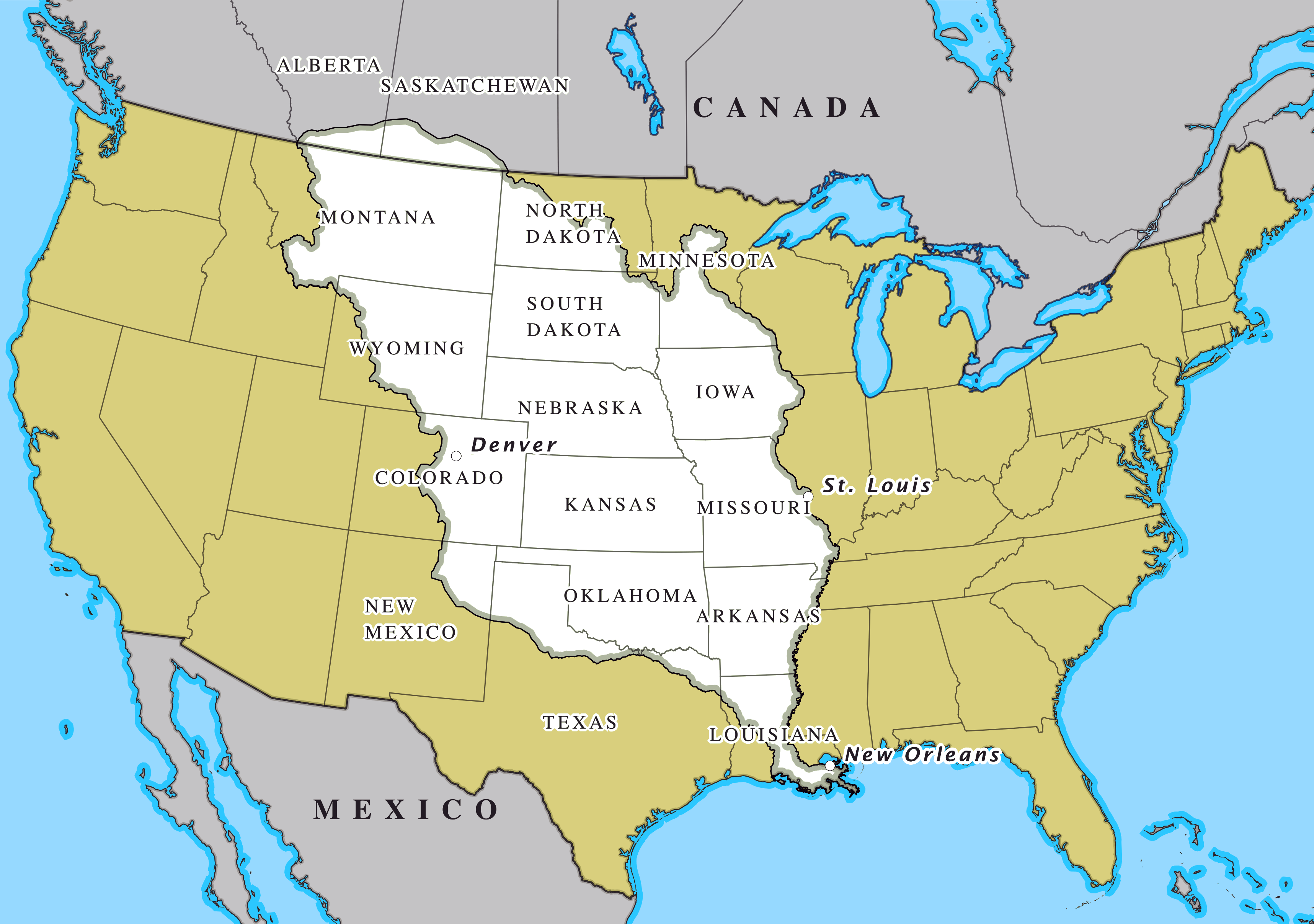
A több mint 2 millió km^{2} területű Louisiana, melyet Napóleon eladott az Egyesült Államoknak, megduplázva annak a területét

A rövid európai béke lehetővé tette Bonaparte számára, hogy a külföldi francia gyarmatokra összpontosítson. A 18. században Saint-Domingue (a mai Haiti Köztársaság) volt Franciaország legjövedelmezőbb gyarmata, több cukrot termelt, mint a brit gyarmatok együttvéve. A forradalom alatt Saint-Domingue-nak sikerült magas szintű politikai autonómiát szereznie a Toussaint Louverture vezette függetlenségi háború alatt, melyet formálisan az első koalíció spanyol és angol csapatai ellen vívott, de lényegében a saját hatalmát építette ki, és diktátor lett. A forradalom idején a Nemzeti Konvent 1794 februárjában megszavazta a rabszolgaság eltörlését. A rendeletet csak Saint-Domingue-ban, Guadeloupe-ban és Guyana-ban hajtották végre, Mauritius-ban, Réunion-ban, Martinique-ban és  Francia Indiában halott betű maradt. Napóleon úgy döntött, hogy visszaállítja a rabszolgaságot minden francia gyarmaton. Ezt mondták ki az 1802. május 20-i törvények. Guadeloupe-ban a rabszolgaság visszaállítása ellen rabszolgalázadás tört ki, mégis, sikeresen csak Saint-Domingue állt ellen.
Bonaparte sereget küldött sógora, Charles Leclerc tábornok vezetésével, hogy újra ellenőrzés alá vegye Saint-Domingue-ot. Bár a franciáknak sikerült elfogniuk Toussaint Louverture-t, a hadjárat kudarcot vallott. A járványok megbénították a francia hadsereget és Jean-Jacques Dessalines szétverte őket, Leclerc pedig sárgalázban meghalt. 1803 májusában az első konzul elismerte a vereséget és az utolsó 8000 francia katona is elhagyta a szigetet és a rabszolgák független köztársaságot kiáltottak ki, amelyet Haitinek neveztek el 1804-ben. Érdekesség, hogy a gyarmat elveszítése nagy lendületet adott a cukorrépa nemesítésének és a répacukor-gyártás kutatásának, amit Napóleon is támogatott, de ami igazi eredményekhez csak az 1830-as, 40-es években vezetett többek között Magyarországon is.
Látva, hogy haiti erőfeszítései kudarcot vallottak, továbbá mert Nagy-Britannia részéről hadüzenet fenyegetett, Napóleon 1803. április 30-án eladta Louisiana területét az Egyesült Államoknak, ezzel megduplázva az USA területét. Az eladási ár 15 millió dollár volt.
A Nagy-Britanniával való béke nyugtalannak és ellentmondásosnak bizonyult. Az angolok ígéretük ellenére nem hagyták el Máltát, de tiltakoztak Piemontnak Bonaparte általi annektálása ellen, és az új Svájci Államszövetséget létrehozó törvénye ellen is. A két ország között jelentős feszültség bontakozott ki, ami Nagy-Britannia 1803 májusi hadüzenetéhez vezetett. Napóleon erre válaszul Boulogne-ban újra felállította az Anglia elleni invázió táborát.

## Francia császár

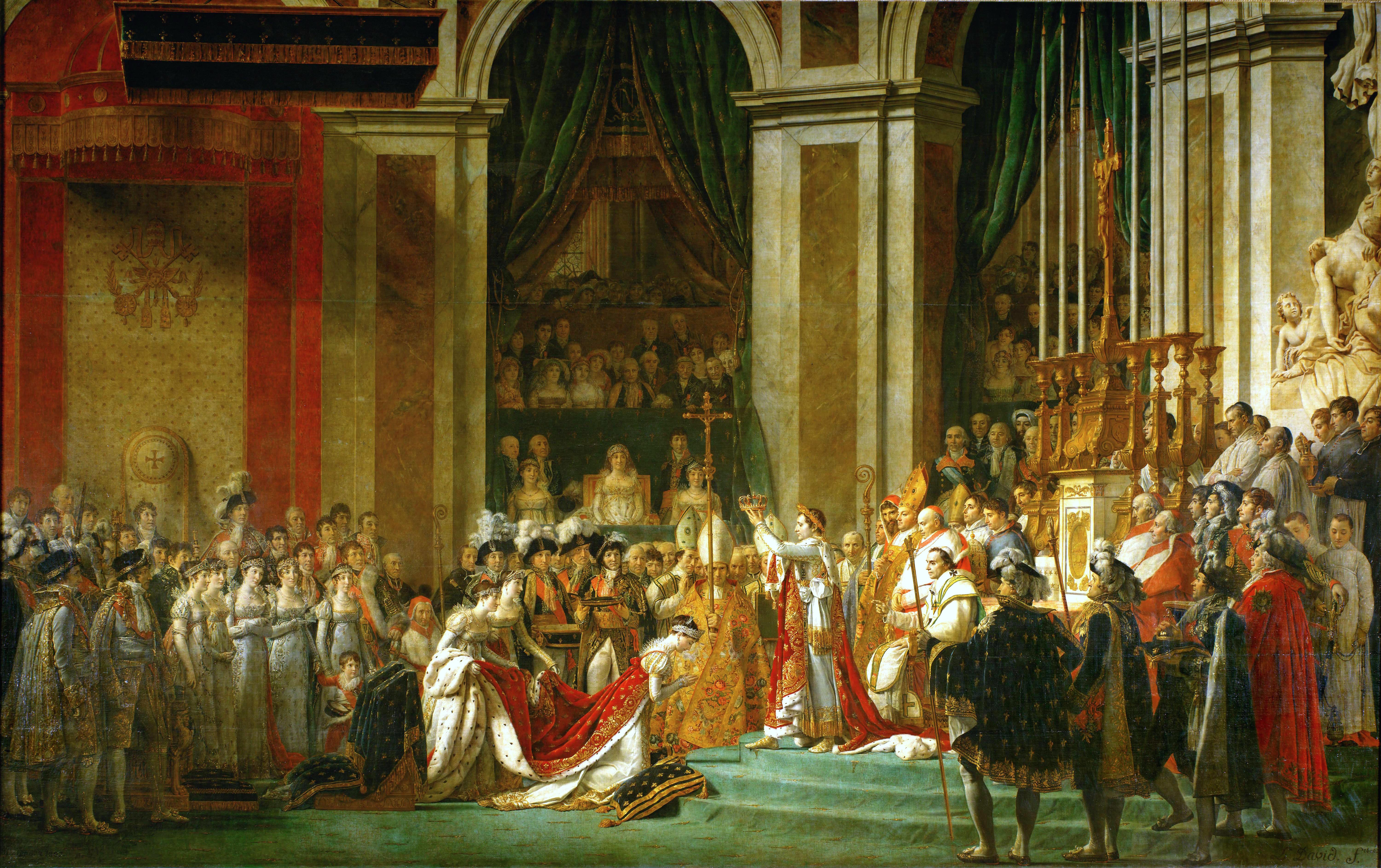
Jacques-Louis David: Napóleon koronázása

A konzulátus alatt Napóleonnak számos royalista és jakobinus merénylettel kellett szembenéznie, 1800 októberében és decemberében is. 1804 januárjában rendőrminisztériuma leleplezett egy összeesküvést ellene, melyben Moreau is részt vett, a hohenlindeni győztes, és amelyet a vád szerint Franciaország korábbi királyi családja, a Bourbon család támogatott.
Talleyrand javaslatára Napóleon elrendelte egy Bourbon, Enghien hercegének elrablását. A herceget egy titkos katonai tárgyalás után gyorsan kivégezték, annak ellenére, hogy nem vett részt az összeesküvésben. Az esethez kapcsolódik Antoine Jacques Claude Joseph Boulay de la Meurthe híres bonmot-ja: „Ez több [más változatban „rosszabb”], mint bűn: ez hiba.” („C'est plus [vagy: „pire”] qu'un crime, c'est une faute”). Politikai következményeit tekintve a mondás pontosnak bizonyult. Enghien herceg kivégzése feldühítette a királyi udvarokat Európa-szerte, és a következő, végső soron megnyerhetetlen napóleoni háborúk kitörésének egyik politikai tényezőjévé vált.
Napóleon a Bourbon-restaurálás lehetőségének csökkentésére hivatkozott akkor, amikor családjának utódlását az alkotmányban rögzítette. Újabb választást írtak elő, ahol a két évvel korábbi választáshoz hasonlóan szintén sokan jelentek meg. A választók 99%-nak támogatásával Napóleont francia császárrá választották.

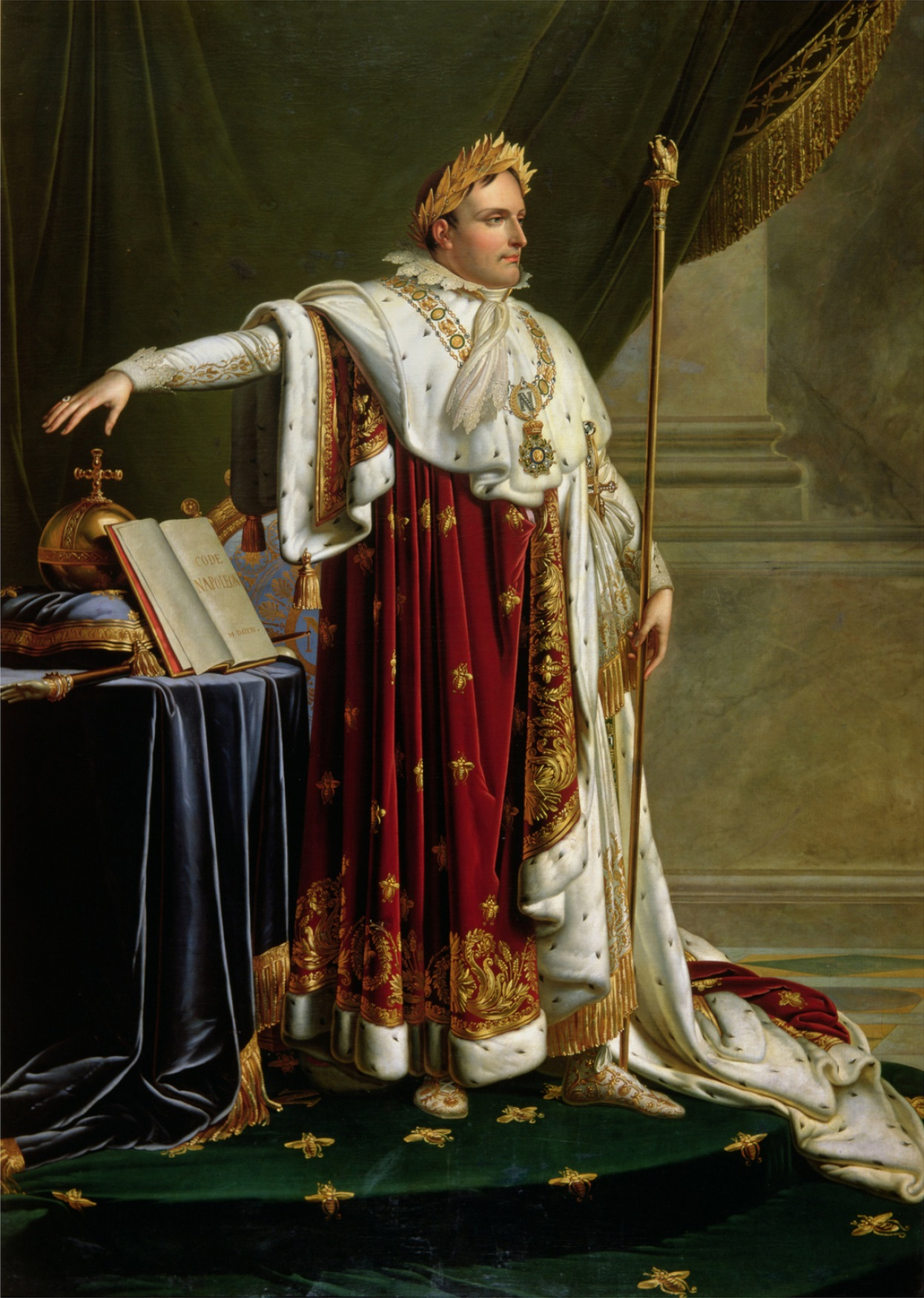
Napóleon császári díszben

Napóleon koronázására 1804. december 2-án, a párizsi Notre-Dameban került sor, VII. Piusz pápa jelenlétében. Az ünnepségre két külön koronát hoztak: a Római Birodalmat felidéző babérkoszorút és Nagy Károly koronájának másolatát. Napóleon babérkoszorúval lépett be a ceremóniára és az egész eljárás során a fején tartotta. A hivatalos koronázáshoz jelképes gesztussal a saját feje fölé emelte Nagy Károly koronáját, noha ez a szokásos rituálé szerint a pápa feladata lett volna, de soha nem helyezte a fejére, mert már viselte az aranykoszorút. Ezt követően feleségét, Joséphine-t is megkoronázta, ezt az eseményt Napóleon kedvenc festője, Jacques-Louis David hivatalosan is elismert festményén örökítette meg. 1805. május 26-án a milánói székesegyházban Napóleon Lombardia vaskoronájával Itália királyává koronázta magát. 1804. május 18-án – a császárság kikiáltása napján – 18 legkiválóbb tábornokát marsallá léptette elő a hadsereg hűségének biztosítása érdekében. Erre a hűségre szüksége is volt, mert a „császár” cím, valamint a Római Birodalomra és Nagy Károlyra tett utalások világos külpolitikai üzenete volt, hogy Napóleon legalább Európa, de elviekben az egész világ urának tekinti magát.

### Háború a harmadik koalíció ellen
Nagy-Britannia megtörte az amiens-i békét azzal, hogy 1803 májusában hadat üzent Franciaországnak, és innentől a hadiállapot fönnmaradt egészen Napóleon végső bukásáig. Mégis a hadüzenet utáni első két évben Nagy-Britannia kényszerült védekezésre a fenyegető francia invázió miatt. Erre Napóleon ténylegesen készült egy jelentős inváziós haderő, az Armée d’Angleterre megszervezésével Boulogne-ban. A császár csapatai gondos és felbecsülhetetlen értékű kiképzést kaptak a jövőbeli katonai műveletekhez. Ez alkotta annak a seregnek a magját, amelynek Napóleon később a Grande Armée nevet adta. Eleinte ennek a francia hadseregnek mintegy 200 000 embere volt, amelyek hét hadtestbe szerveződtek és egyenként 36-40 ágyújuk volt. Ezen kívül Napóleon létrehozott egy 22 000 fős lovassági tartalékot, amelyet két hadosztályba szerveztek, egy dragonyos és egy könnyű lovasságba, amelyet 24 tüzércsoport támogatott. 1805-re a Grand Armée 350 000 fős csapattá fejlődött, jól felszereltek, jól képzettek voltak és hozzáértő tisztek vezették őket. 

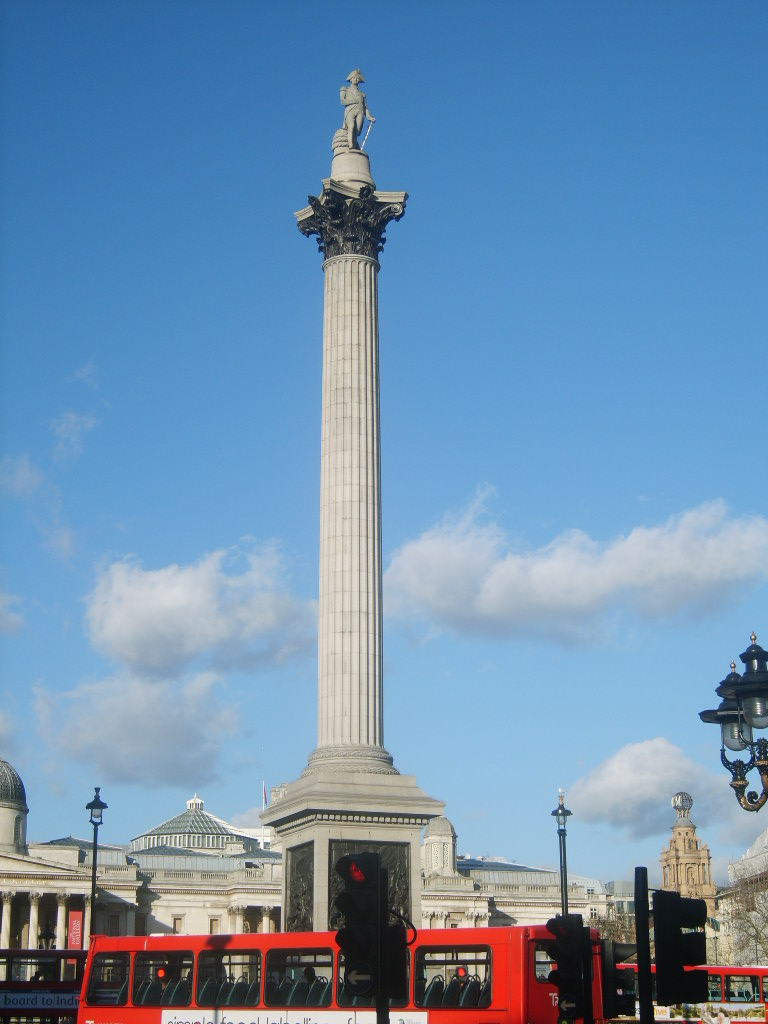
A Trafalgar tér Londonban Nelson admirális emlékoszlopával

Nagy-Britannia önmagában csak arra volt képes, hogy flottájával megvédje önmagát, megakadályozza a francia inváziót. Napóleon tudta, hogy a francia flotta nem tudja legyőzni a Brit Királyi Haditengerészetet, ezért azt tervezte, elterelő taktikával elcsalja a La Manchetól. A fő stratégiai elképzelés az volt, hogy a francia haditengerészet megszökik a brit blokád alatt álló Toulonból és Brestből és azzal fenyeget, hogy megtámadja a Nyugat-Indiákat. Azt remélték, hogy a britek meggyengítik a csatorna védelmét azáltal, hogy hajókat küldenek a Karib-térségbe, lehetővé téve a francia-spanyol flotta számára, hogy elég ideig átvegye az irányítást a csatorna felett ahhoz, hogy a francia hadsereg átkeljen, és lerohanja az országot. Azonban a terv meghiúsult, miután a Finisterre-foki csatában a britek győzelmet arattak 1805 júliusában. Így ugyanis valójában a francia inváziós flotta gyengült meg: Pierre Villeneuve francia admirális visszavonult Cádizba, ahelyett, hogy a francia haditengerészethez csatlakozott volna Brest-ben, hogy megtámadják a csatornát. A Nagy-Britanniát fenyegető veszély a kontinentális fejlemények miatt, amiket a következőkben bemutatunk, csökkent, de csak néhány hónap múlva szűnt meg végleg, amikor a Nelson admirális vezette brit flotta nagy vereséget mért a francia flottára október 21-én a trafalgari csatában. Trafalgar után Nagy-Britannia teljes mértékben uralta a tengereket a napóleoni háborúk idejére. Említést érdemel, hogy Trafalgarnál a spanyol flotta a franciák oldalán harcolt, és teljesen meg is semmisült. Spanyolország ebből a kiinduló helyzetből vált később Napóleon legelkeseredettebb ellenségévé.
Nagy-Britannia az 1803 és 1805 közötti éveket diplomáciai erőfeszítésekkel töltötte: Napóleon legyőzéséhez kontinentális szövetségesekre volt szüksége. 1804 decemberében az angol-svéd megállapodás lett az első lépés a harmadik koalíció létrehozása felé. 1805 áprilisára Nagy-Britannia szövetséget kötött Oroszországgal is. Ausztriát az utóbbi időkben Franciaország kétszer is legyőzte és bosszút akart állni, ezért néhány hónappal később csatlakozott a koalícióhoz.1805 augusztusára Napóleon rájött, hogy a stratégiai helyzet alapvetően megváltozott. Kontinentális ellenségei esetleges inváziójával szembesülve úgy döntött, hogy hadseregét a La Manche-csatornától a Rajna-folyó felé vezeti. Első célja az volt, hogy elpusztítsa az elszigetelt osztrák hadsereget Dél-Németországban, mielőtt orosz szövetségeseik megérkezhetnének. Szeptember 25-én, nagy titkolózás és lázas menetelés után 200 000 francia katona kelt át a Rajnán.
Karl Mack osztrák parancsnok az osztrák hadsereg nagyobb részét a svábföldi Ulmban gyűjtötte össze. Napóleon célja volt ezt körülzárni és ezzel elszakítani őket a közeledő oroszoktól. Az ulmi manőver teljesen meglepte Mack tábornokot, aki későn fogta fel, hogy seregét elvágták. Végül megadta magát, miután rájött, hogy nem lehet kitörni a francia bekerítésből. Mindössze 2000 francia áldozattal Napóleonnak összesen 60 000 osztrák katonát sikerült foglyul ejtenie és megnyerte az ulmi csatát. A franciák számára ezt a látványos szárazföldi győzelmet az keserítette meg, amikor megérkezett a trafalgari tengeri vereség híre.
Az ulmi hadjáratot általában stratégiai remekműnek tekintik és a 19. század végén nagy hatással volt a Schlieffen-terv kidolgozására. 
Az ulmi csatát követően a francia erőknek novemberben sikerült elfoglalniuk Bécset, ami nagy előnyt hozott a franciáknak, amikor 100 000 muskétát és 500 ágyút foglaltak le. Ezután Napóleon erőit északra küldte, hogy üldözze a visszavonuló szövetséges csapatokat, de aztán visszavonulásra szólította haderejét, hogy súlyos gyengeséget színlelhessen. I. Sándor orosz cár és II. Ferenc német-római császár úgy döntöttek, hogy a morvaországi (világtörténelmivé vált osztrák nevén) Austerlitz falutól nyugatra december 2-án megütköznek Napóleonnal. 

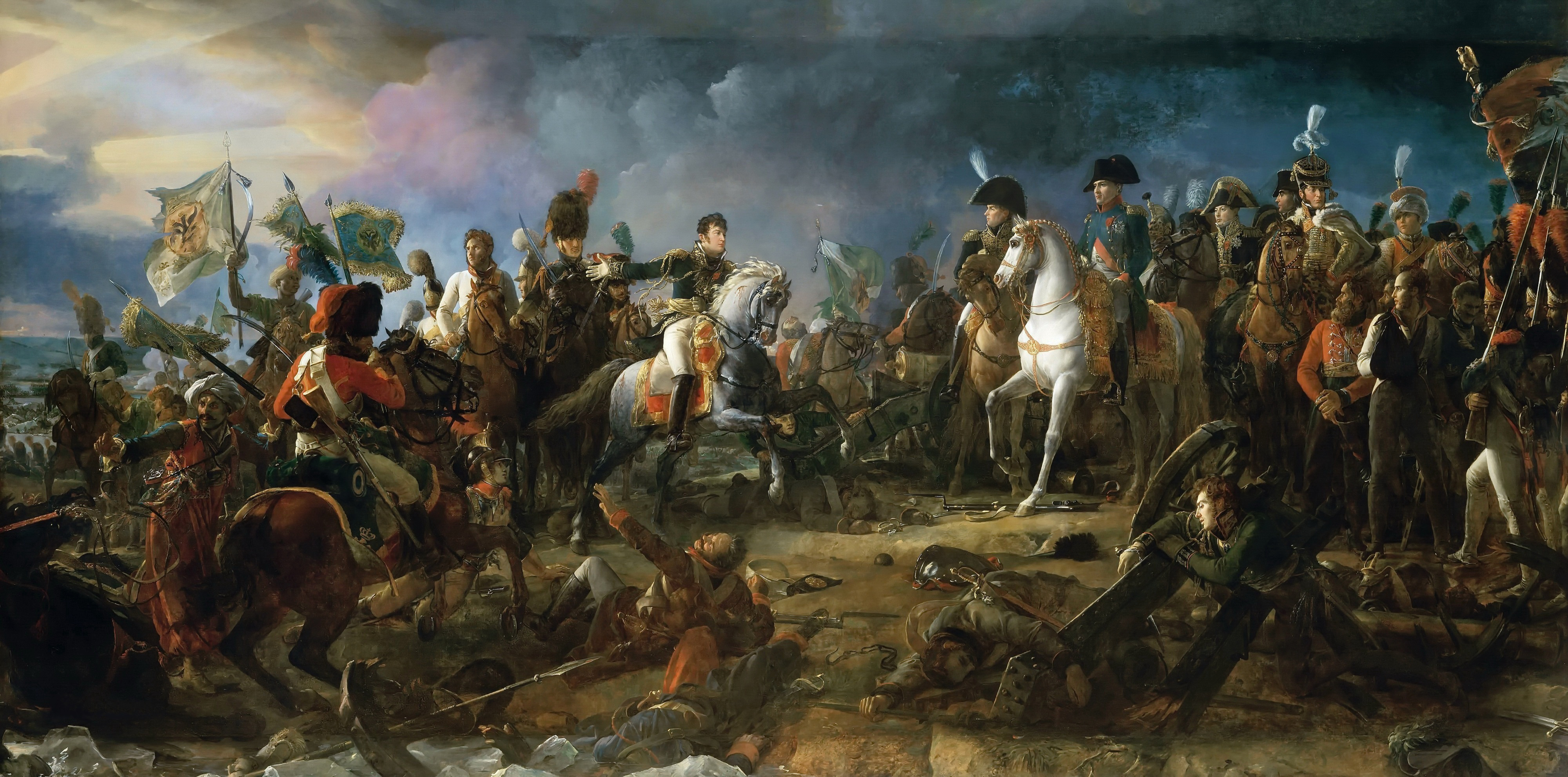
Napóleon az austerlitzi csatában

Napóleon igyekezett minden módon olyan látszatot kelteni, hogy a francia hadsereg katasztrofális állapotban van, a Pratzen-fennsíkot szándékosan ürítette ki, csapdába csalva a szövetségeseket, akik valóban elfoglalták a Pratzen-fennsíkot, és ide helyezték a derékhadat. Napóleon ezután szándékosan meggyengítette jobb szárnyát, hogy oda csábítsa a szövetségeseket, hogy azok megkísérelhessék a francia vonal feltörését. A Davout marsall vezette a III. hadtest ugyanakkor időben megérkezett Bécsből a jobbszárny megerősítésére.
Eközben a francia jobbszárny ellen vezetett erős szövetséges támadás meggyengítette a Pratzen-fennsíkon álló szövetséges derékhadat, akiket Soult marsall IV. hadteste könyörtelenül hátba támadott. A szövetséges közép lerombolása után a franciák végigsöpörtek mindkét ellenséges szárnyon és menekülésre kényszerítették az egyesült osztrák és orosz sereget, ezrek foglyul ejtésével.
Az austerlitzi szövetséges katasztrófa jelentősen megrázta Ferenc császár hitét a britek által vezetett háborús erőfeszítésekben. Franciaország és Ausztria azonnal megállapodott a fegyverszünetről és december 26-án aláírták a pozsonyi békét. Pozsonyban Ausztria kivált mind a háborúból, mind a koalícióból, és a felek megerősítették a korábban Campo Formióban és Lunéville-ben aláírt békéket. Ausztria elveszítette területeit Itáliában és Bajorországban, melyeket francia uralom alá vontak. A szerződés a Német-Római Birodalom felbomlásához vezetett, az ottani 16 német tartományból Napóleon 1806-ban létrehozta a Rajnai Szövetséget. Ezzel megfosztotta a Habsburgokat a német-római császári címtől, Ferenc már csak osztrák császár és magyar király lehetett (e néven az I.). A szerződés emellett 40 millió frank jóvátétel fizetésére kötelezte a legyőzött Habsburgokat és lehetővé tette az orosz csapatok hazamenekülését. A császár később ezt írta: „Az austerlitzi csata a legjobb mind közül, amit vívtam”.

### Szövetségkeresések
1805 végén a kontinens ura Napóleon volt. Oroszországgal ugyan formálisan hadiállapotban volt, de ez ténylegesen nem fenyegette a hatalmát, mivel az oroszoktól elválasztotta a legyőzött Közép-Európa. Az egyetlen csakugyan veszélyes hadiállapot Nagy-Britannia ellenében állt fönn. Ugyanakkor ebben a háborúban egy instabil egyensúlyi állapot állt be: Nagy-Britannia elveszítette a kontinentális szövetségeseit, Napóleon pedig a flottáját. Így közvetlenül egyik fél sem tudta megtámadni a másikat, de az erőegyensúlyt mindkét fél kölcsönös félelmei fenyegették, és mindazok a félelmek, amelyeket Napóleon győzelmei Európa-szerte kiváltottak. Ebben a helyzetben mindkét hadban álló fél szövetségeseket keresett. 
Napóleon visszatért ahhoz a gondolathoz, amely már Egyiptomba is vezette: megkísérelte Nagy-Britanniát a Közel-Keleten elvágni Indiától. Ehhez viszont most nem expedíciós haderőt küldött, hanem szövetséget keresett korábbi ellenségével, az Oszmán Birodalommal. III. Szelim oszmán szultán 1806 februárjában Napóleont elismerte francia császárként, majd Franciaországot „őszinte és természetes szövetségesünknek” nevezte. A döntés vesztes háborúba sodorta az Oszmán Birodalmat Oroszország és Nagy-Britannia ellen. Fath-Ali perzsa sah is szövetséget jelentett be a franciákkal. 1807-ben a koalíció mégis összeomlott, amikor Franciaország és Oroszország maguk is szövetséget kötöttek. Végül Napóleon nem kötött hatékony szövetségeket a Közel-Keleten.
Eközben Nagy-Britannia is folytatta a szövetségesek keresését Európában. A Rajnai Szövetség létrejötte és a Német-Római Birodalom felbomlása megrémítette a poroszokat. A német terület franciák által való arcátlan átszervezése fenyegetést jelentett a porosz hatalomra. A háborús érzelmek a porosz fővárosban, Berlinben 1806 nyarán folyamatosan emelkedtek. III. Frigyes Vilmos udvara, különösen felesége, Lujza királyné befolyására úgy döntött, hogy háborúba száll a Közép-Európát uraló Franciaországgal.

### Háború a negyedik koalíció ellen

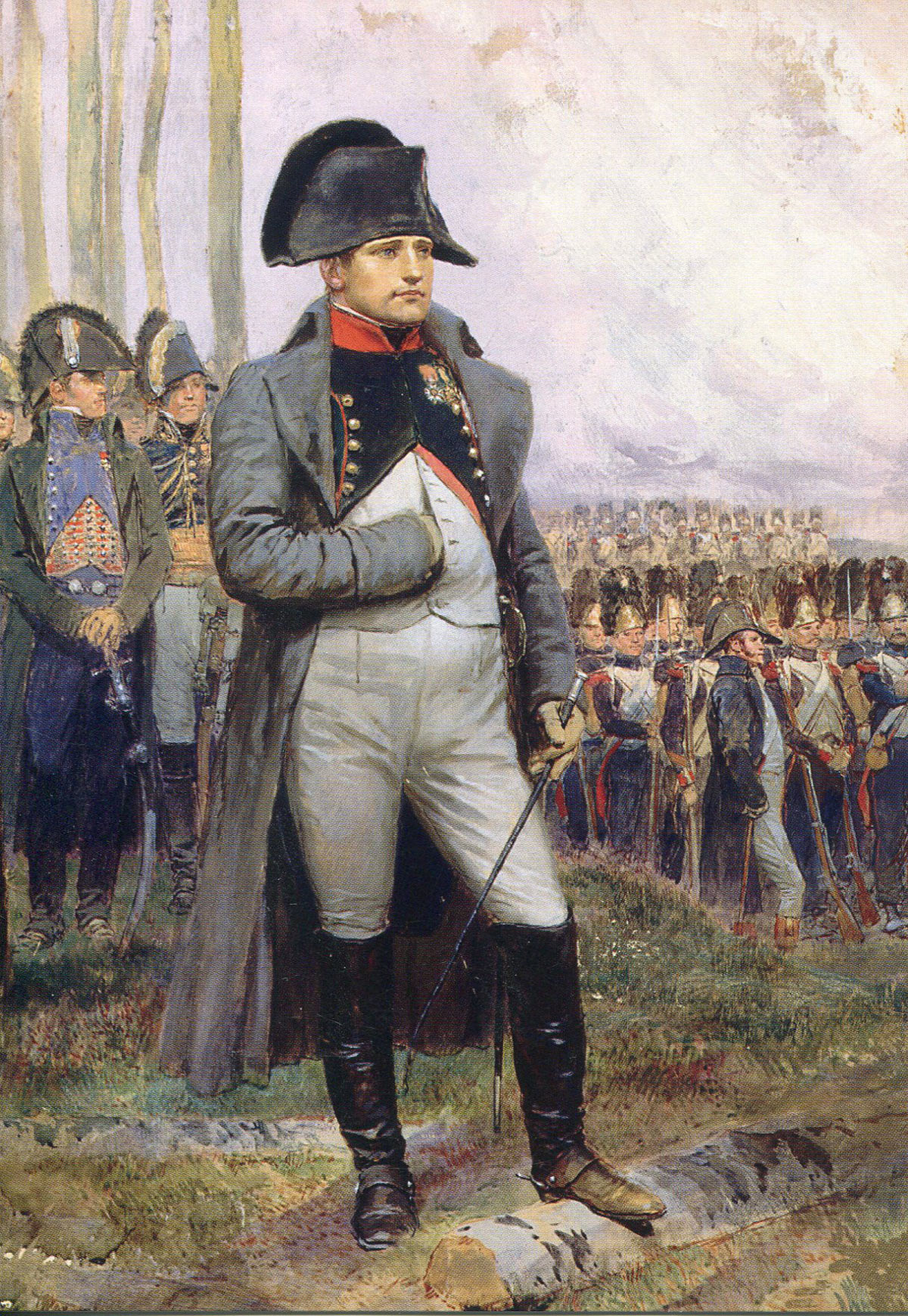
Napóleon 1806-ban, jellegzetes kéztartásával

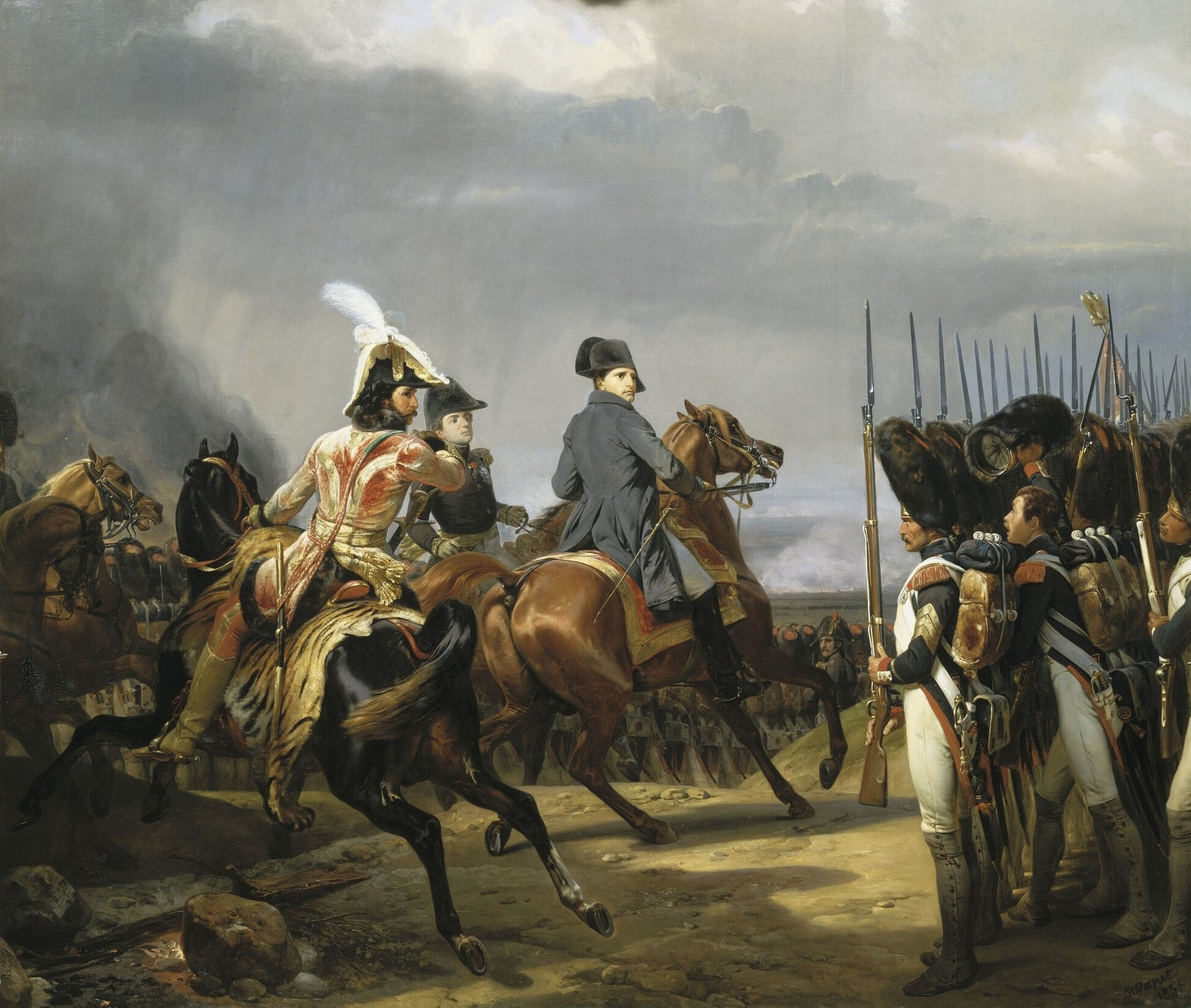
Napóleon megszemléli gránátosait Jénánál

A negyedik háború története sokban hasonlóan alakult az előzővel. Az alábbi állítások mindkettőről elmondhatóak:
- A kontinentális koalíciót Napóleon ellen Nagy-Britannia szervezte.
- Napóleon győzött, ezzel uralma a kontinens fölött erősebbé, és félelmetesebbé vált, mint valaha.
- Nagy-Britannia legyőzésére a tengeren azonban nem nyílt lehetősége, de a békekötésre sem.
- Nagy-Britannia ezután is kereste azt a kontinentális szövetségest, aki legyőzhetné Napóleont.

Az eltérések inkább az események dimenzióin belül ragadhatóak meg: a negyedik koalíciós háború elkeseredettebb volt, és tovább tartott, mint a korábbi, Napóleon győzelme pedig sokkal teljesebb, mint a korábbi, hiszen végül az oroszok is békét kötöttek vele.
A háború első szakasza 1806 októberében nagyon gyorsan lezajlott. Poroszország október 9-én üzent hadat Franciaországnak, de már október 14-én teljes vereséget szenvedett a Jéna-auerstadti kettős csatában. Ezek után október 25-én Napóleon győztesként vonult be Berlinbe. Érdekesség, hogy a fősereget Davout marsall verte meg Auerstadtnél, míg Napóleonnak egy mellékszárny jutott 20 km-rel távolabb, Jénánál, de a végeredmény, hogy a porosz haderő lényegében megsemmisült.
Elsöprő vereségük ellenére a poroszok nem voltak hajlandóak tárgyalni a franciákkal, államuk fővárosát áthelyezték Königsbergbe, orosz fegyverek védelmébe, így a háború súlypontja Lengyelország területére helyeződött át, Napóleon fő ellenfelei pedig az oroszok lettek.
Napóleon a háttérben döntő szerepet játszó Nagy-Britanniát is meg akarta törni, de erre katonai lehetősége nem volt. Így berlini bevonulása után, november 26-án kontinentális zárlatot rendelt el Nagy-Britanniával szemben: megtiltotta az európai országoknak a Nagy-Britanniával való kereskedelmet.
A háború története kapcsán fontos megemlékezni a lengyel légió történetéről, amelyet Jan Henryk Dąbrowski tábornok szervezett Itáliában Bonaparte engedélyével már 1797-ben. A légiót kezdetben a francia nagyhatalmi politika eszközeként, kvázi idegenlégióként használták föl például a saint-domingue-i lázadás elleni harcban, de a poroszok elleni háborúval lehetőséget kaptak arra, hogy valóban a hazájuk fölszabadításáért harcoljanak. Emiatt a Légióval a mai Lengyelország is messzemenően azonosítja magát, pl. a lengyel himnusz az eredetileg a légió számára írt lelkesítő költemény, a Dąbrowski-mazurka. Így a mai lengyel himnuszban, a 3. versszakban megjelenik Bonaparte neve is (fordításban: Bonaparte álma valóra válik).
Azt nem tudjuk, hogy Napóleon mennyit álmodott a lengyel államiság helyreállításáról, de az tény, hogy a Lengyel Légióval becsületesen járt el: már az első győzelmek lendületében, 1806 novemberében eljutott Varsóba, és megkezdte a lengyel nemzeti intézmények megszervezését, majd később, a békekötés után ebből fölállította a Varsói Nagyhercegséget.
A következő hónapokban a háború lelassult. Napóleon megkísérelt egy téli hadjáratot, de 1807 februárjában az eylaui csatában megállították. Eylau az új, ideiglenes porosz főváros, Königsberg előtt fekszik, ma Oroszország része a Kalinyingrádi (königsbergi) exklávéban. Eylaunál mindkét fél nagy veszteségeket szenvedett, és a tél fogságába esve visszavonulásra kényszerült, így a csata döntetlen lett, a háború pedig nyárig kölcsönös erőgyűjtéssel folytatódott. Végül a friedlandi csatában 1807. június 14-én Napóleon elsöprő győzelmet aratott az oroszok felett s véres küzdelem után megsemmisítette az orosz hadsereg nagy részét. Vereségük mértéke meggyőzte az oroszokat, hogy kössenek békét a franciákkal.
Ennek alapján Napóleon béketárgyalásokba kezdett Sándor cárral Tilsit városában, miután először egy kompon találkoztak a Nyeman folyón. „Annyira utálom az angolokat, mint ön” – mondta Sándor Napóleonnak és ezzel nem is békét, hanem lényegében szövetséget ajánlott föl. Rövid távon ennek megfelelően alakultak a dolgok: a francia császár viszonylag engedékeny feltételeket ajánlott az oroszoknak, elérte Oroszország csatlakozását a kontinentális zárlathoz, erőinek visszavonását Havasalföldről és Moldvából, illetve a Jón-szigetek átengedését Franciaországnak, a Varsói Nagyhercegséghez pedig csak a Poroszországtól elcsatolt lengyel területeket kapcsolta hozzá. Oroszország területe szinte sértetlen maradt, ami persze megfelelt annak a katonai realitásnak, hogy Oroszország nem is szenvedett semmiféle megsemmisítő vereséget.
Ezzel szemben Napóleon nagyon kemény békefeltételeket diktált Poroszországnak. A porosz területek több mint a felét elvette és a Varsói Nagyhercegség mellett létrehozott egy új, 2800 négyzetkilométeres királyságot, Vesztfáliát és legkisebb öccsét, Jérôme-t nevezte ki királyának. A Poroszországgal való megalázó bánásmód Tilsitben mély és keserű ellentétet okozott, amely a napóleoni korszak előrehaladtával egyre jobban erősödött. A poroszok igyekeztek Sándor és Napóleon barátságát tönkretenni és rávenni az oroszokat a szerződés egyes pontjainak megszegésére. Mindenesetre Oroszország is veszélyesnek ítélte saját lengyel hódításai szempontjából az újjászervezett, és Napóleonhoz feltétlenül hű lengyel államiságot, a déli engedmények pedig elzárták attól a katonai céljától, hogy Törökországot legyőzve elfoglalja Isztambult, és meleg tengeri kikötőhöz juthasson.
A tilsiti béke ezzel együtt nyugalmat adott Napóleonnak, a háború végét jelentette és visszatérhetett Franciaországba, ahol már szinte egy éve nem járt. Bár Nagy-Britanniával továbbra is hadban állt, ténylegesen legyőzött ellenfelei elkeseredettebbek voltak, mint valaha, és új orosz szövetségese sem volt igazán megbízható, mégis hatalma csúcsára jutott: ekkor uralta Európa legnagyobb területét.

### Félszigeti háború és Erfurt
A tilsiti béke után, 1808-ra a kontinentális Európában egyetlen ország maradt, amely nyíltan dacolt Napóleonnal: Portugália. A nyílt dacolás azért nem hadiállapotot jelentett, de azt igen, hogy Portugália diplomáciai és kereskedelmi kapcsolatot tartott fönn Nagy-Britanniával, és mindezt a Napóleon által meghirdetett kontinentális zárlattal nem törődve.
Portugália irreális bátorsága főleg azon alapult, hogy nem volt közvetlenül határos Franciaországgal, Trafalgar után pedig a brit flotta háborítatlanul uralta a Portugália melletti tengerszakaszt. Valószínűleg az is számított, hogy pusztán a térképet szemlélve Portugália még mindig olyan világhatalom volt, amely fölött nem ment le a nap: birtokolta Brazíliát, de voltak gyarmatai Afrikában és Ázsiában is. Ez a világhatalom súlyos megaláztatásnak élte meg, hogy az 1801-es narancsháborúban a spanyol és francia szövetséges hadseregtől vereséget szenvedett, területet veszített, és János régensherceg néhány évre (Trafalgarig) rákényszerült arra, hogy bezárja kikötőit a brit kereskedelem előtt.
A másik oldalon a francia politikát is csak súlyosan irreálisnak és zsarnokinak láthatjuk. Napóleon nyilván nem tartott attól, hogy Portugália Spanyolországon keresztül lerohanja. De a kontinentális zárlat megsértése is félelmetes precedensnek tűnt, amelyet akár egész Európa is követhet… Bibó István meggyőző elemzése szerint a francia politikát ekkor már kényszerpályán tartották azok a félelmek, amelyeket Napóleon átélt, és amelyeket ellenfeleiben gerjesztett.

„Egész Európa félt: a régi monarchiák féltek Napóleontól, Napóleon pedig félt a koalícióktól, az összeesküvésektől, és támadó hadjáratainak legfőbb mozgatója nem a hódításvágy volt, hanem a bizonytalanság-érzés és a gyanakvó félelem. De kiterjedt ez a félelem nemcsak a kormányokra, hanem a népekre is. Egész Európa félelemben élt.”

– Bibó István, A legitimitás eszméje

Napóleon titkos szerződést kötött IV. Károly spanyol királlyal és sereget küldött Portugália ellen. 1807. október 17-én 24 000 francia katona vonult át a Pireneusokon Junot tábornok vezetésével, spanyol együttműködéssel. A Portugália elleni támadás volt az első lépés a félszigeti háborúban, mely hatéves, véres küzdelembe torkollott és sok francia életét követelte. 
1807. december 1-én a franciák elfoglalták Lisszabont, a portugál király pedig angol hajón Brazíliába menekült. Ezzel világtörténelmi folyamat indult el, a király ugyanis rákényszerült, hogy Brazíliából kormányozza a portugál gyarmatbirodalmat, így maga építette ki az ehhez szükséges államapparátust az addigi gyarmaton. Ezzel Brazília a politikai önállóság útjára lépett, és amikor a király jóval a napóleoni háborúk után, 1821-ben visszatért Portugáliába, a brazilok a fia személyében saját császárt kiáltottak ki, és végleg elszakadtak Portugáliától.
A Pireneusi félszigetre és 1808 telére visszatérve, a francia ügynökök egyre inkább részt vettek a spanyol belügyek irányításában és viszályt szítottak a spanyol királyi család tagjai között. 1808. február 16-án Napóleon bejelentette, hogy beavatkozik az ország rivális politikai frakcióinak a harcába.
Ez Napóleon szempontjából a vég kezdete volt. Nem is annyira a katonai nehézségek miatt, hiszen azok soha nem veszélyeztették a kontinens fölötti uralmát, sokkal inkább azért, mert a saját udvarában is komoly politikusok kezdtek a megbuktatásán és az utódláson gondolkodni, így Fouché rendőrminiszter és Talleyrand külügyminiszter. Számukra világos volt, hogy az a Napóleon, aki véres háborúba keveredik stabil spanyol szövetségesével, elveszítette a realitásérzékét, és végső soron a vesztébe rohan. Érdemes arra gondolnunk, hogy Portugália a narancsháborúban a spanyolok ellen is veszített, Nagy-Britannia pedig Trafalgarnál a spanyol flottát is legyőzte, sőt megsemmisítette, így Spanyolország a franciák természetes szövetségese volt, és ebből éppen az a trauma zökkentette ki, amit Napóleon zsarnoksága okozott. 
Murat marsall 120 000 katonát vezetett Spanyolország ellen. A franciák március 24-én érkeztek Madridba, ahol néhány héttel később nagy zavargások törtek ki a megszállók ellen. IV. Károly lemondása után Napóleon 1808 nyarán bátyját, Josephet nevezte ki Spanyolország új királyává. Joseph Nápoly királya volt és miután elfoglalhatta a spanyol trónt, Napóleon sógorát, Murat-ot tette Nápoly következő uralkodójává. Joseph kinevezése feldühítette az erősen vallásos és konzervatív spanyol lakosságot. A francia agresszióval szembeni ellenállás hamarosan elterjedt egész Spanyolországban. A júliusi bailéni csata francia veresége után Joseph király is kénytelen volt elmenekülni Madridból. Ez meggyőzte Napóleont, hogy a Grande Armée élén személyesen lépjen be a háborúba. 
Mielőtt Ibériába vonult volna, Napóleon az orosz támogatást akarta biztosítani. Az 1808 októberében tartott erfurti kongresszuson találkozott Sándor cárral. Napóleon azt remélte, hogy Oroszország az ő oldalán fog állni a spanyolországi harcokban és az Ausztria elleni esetleges háború során is. A két fél végül aláírta az erfurti egyezményt, amelyben felszólították Nagy-Britanniát, hogy hagyjon fel Franciaország elleni háborújával. Erfurtban elismerték még Finnország orosz meghódítását Svédországtól és a Finn Nagyhercegség létrejöttét is és megerősítették, hogy Oroszország támogatja Franciaországot egy esetleges háborúban Ausztria ellen.

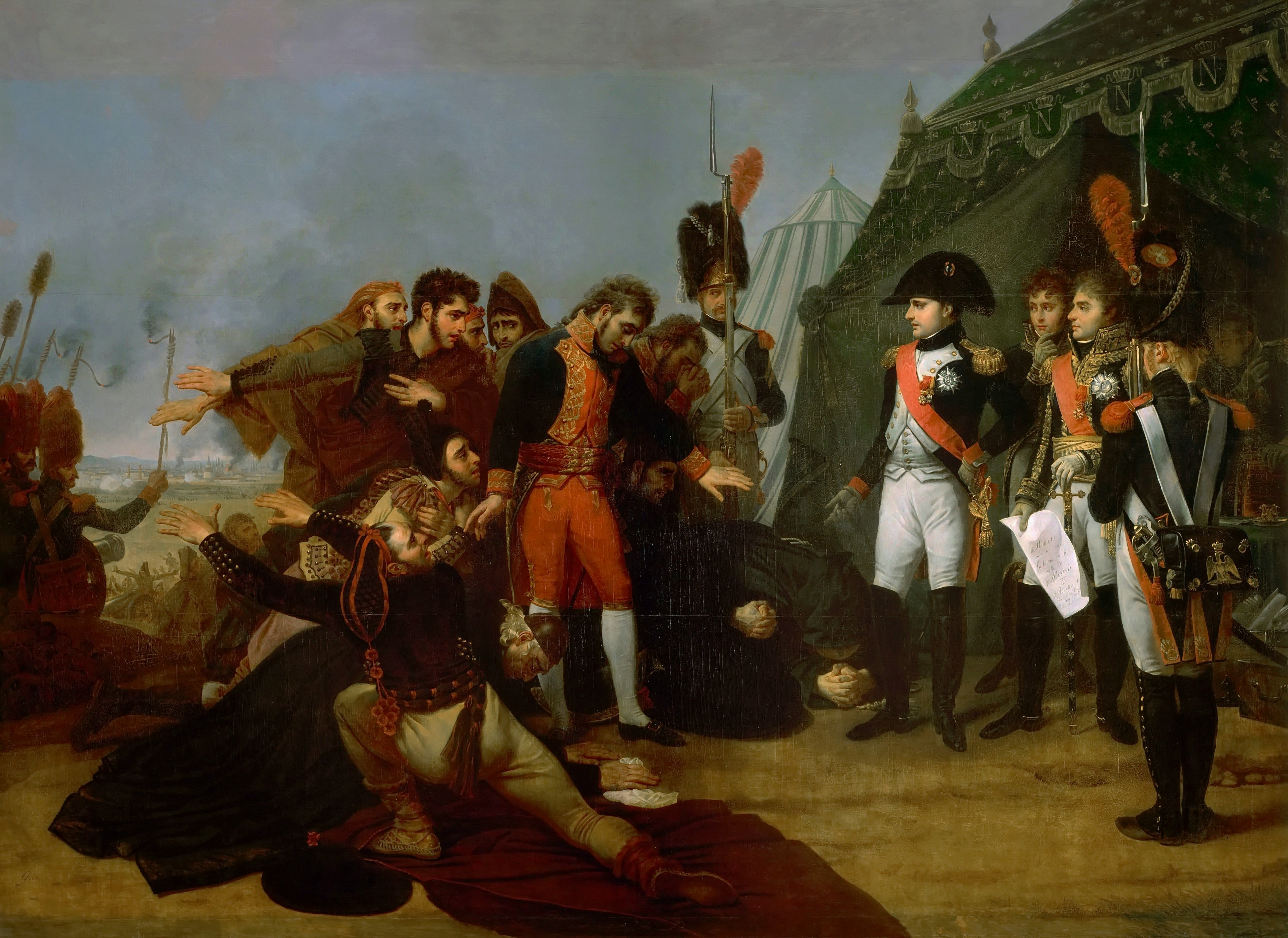
Madrid átadása Napóleonnak

Napóleon ezután visszatért Franciaországba és felkészült a háborúra. A Grande Armée a császár személyes parancsnoksága alatt 1808 novemberében gyorsan átkelt az Ebro folyón és egy sor nagy vereséget mért a lázadó spanyol erőkre. Miután leverték a fővárost őrző utolsó spanyol haderőt Somosierra-ban, Napóleon december 4-én 80 000 katonával bevonult Madridba. Ezután Moore és a brit erők ellen indította katonáit. Az 1809 januári corunnai csata után a britek teljesen kivonultak Spanyolországból.
Napóleon ezután az osztrák fejlemények miatt elhagyta Ibériát, és soha nem tért vissza Spanyolországba, de a félszigeti háború ezzel kiújult. Néhány hónappal Coruna után a britek újabb hadsereget küldtek a félszigetre Wellington herceg vezetése alatt. A háború ezután brutális gerillaháborúvá alakult, amely lángba borította a spanyol vidék nagy részét. Mindkét fél a napóleoni háborúk legsúlyosabb kegyetlenségeit követte el, amikkel csak a Haiti szigetén mutatott francia gyarmatosító brutalitás állítható párhuzamba.
A nagy gerillaharcok súlyosan megzavarták a francia ellátási és kommunikációs vonalakat. Bár Franciaország a félszigeti háború alatt nagyjából 300 000 katonát vezényelt ki Ibériába, túlnyomó többségük helyőrségi szolgálathoz és hírszerzési műveletekhez volt kötve. A franciák soha nem voltak képesek minden haderejüket hatékonyan összpontosítva lezárni a háborút, így az addig tartott, amíg az európai események végül a szövetségesek javára fordultak. Később, az 1812-es oroszországi hadjárat után a francia csapatok számát Spanyolországban jelentősen csökkentették, mivel Napóleonnak erősítésre volt szüksége. 1814-re, Ibéria-szerte számos csata és ostrom után a szövetségeseknek sikerült kiszorítaniuk a franciákat a félszigetről.
A spanyolországi napóleoni invázió, a spanyol Bourbon monarchia elűzése és Joseph Bonaparte királlyá tétele nagy hatással volt a Spanyol Birodalomra. Az amerikai spanyol területeken nem ismerték el Joseph-et királyuknak, ehelyett formálisan VII. Ferdinánd spanyol király nevében, akit törvényes spanyol uralkodónak tekintettek, juntákat hoztak létre, gyakorlatilag azonban helyi erős emberek emelkedtek fel, akik rövidesen a spanyolok ellen kezdtek függetlenségi háborúba. Így Latin-Amerika függetlenedése Napóleon ibériai hadjáratának történelmileg maradandó fejleménye lett.

### Háború az ötödik koalíció ellen

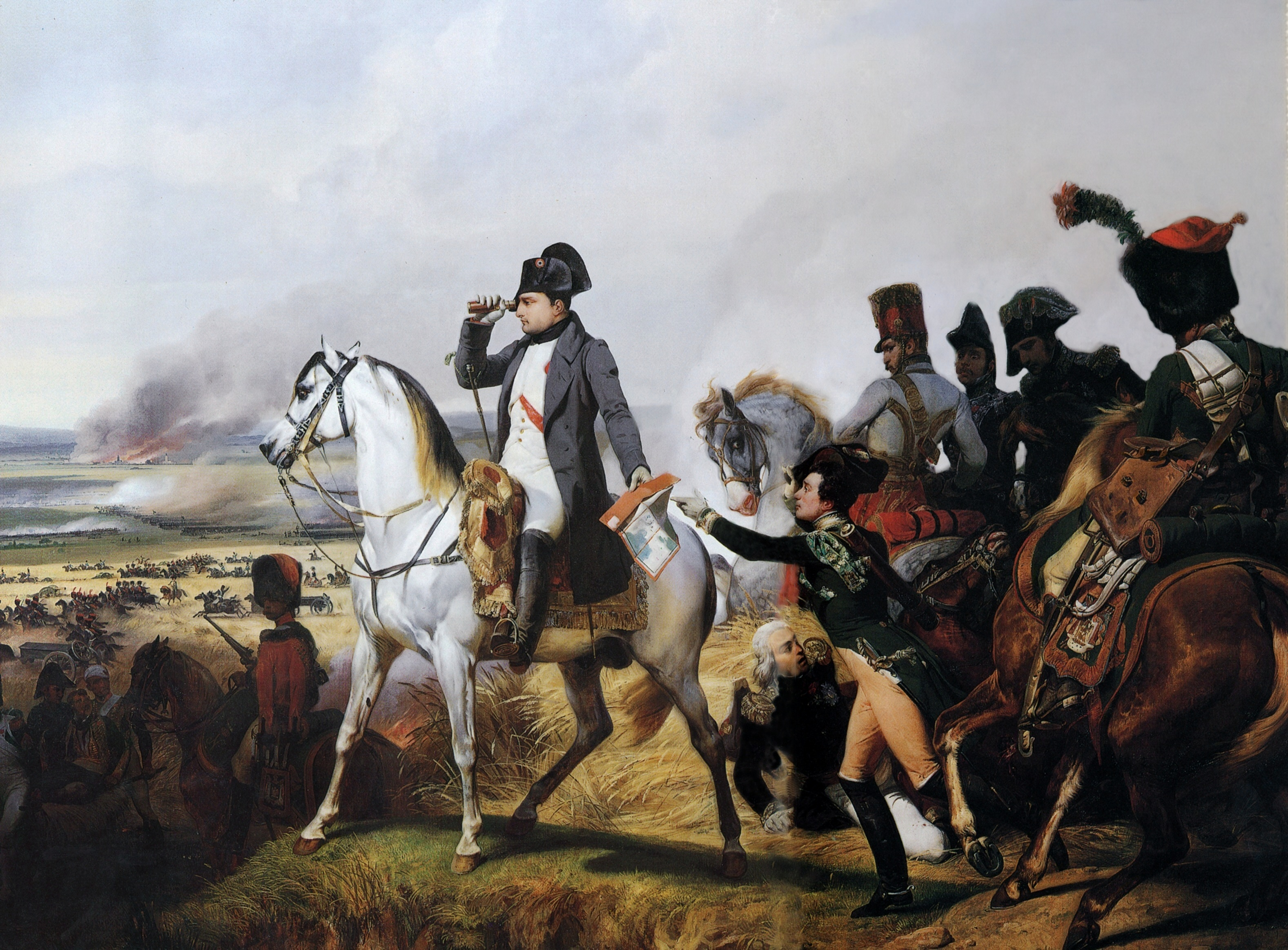
Napóleon Wagramnál

Hogy a Tilsit utáni évek nem a reálpolitikának kedveztek, az abban is megmutatkozott, hogy Ausztria 1809 áprilisában újra megtámadta Franciaországot, méghozzá lényegében csak Nagy-Britanniával szövetségben, úgy, hogy Oroszországra egyáltalán nem számíthatott, és Poroszországtól, III. Frigyes Vilmos porosz királytól is csak üres ígéreteket kapott. 
Austerlitz után égett a birodalomban a revansvágy és ebből azért reális társadalmi változások is következtek, mindenekelőtt egy átfogó hadseregreform. A hadsereg főparancsnoka az a Károly főherceg lett, akit az utókor is a napóleoni idők legsikeresebb osztrák hadvezérének ismer el, és akinek később egy kisebb győzelem is megadatott személyesen Napóleon ellen.
Károly herceg tanulmányozta a francia sikerek titkát. A hivatásos katonaság mellé megszervezte a «Landwehrt» is, a tömeges népfölkelést, francia példa szerint. Hogy megtehette, abban az is megmutatkozott, hogy a hadi készülődés nemcsak az uralkodó osztály ügye volt, hanem magával ragadta a népet is. Az udvar ugyanakkor nem akarta adókkal terhelni a népet, hogy lelkesedését ki ne oltsa, ezért – ugyancsak a francia assignaták mintájára – bevezette a bankóprést, így az állam radikálisan eladósodott. Ezt ugyanakkor nem lehetett sokáig fenntartani, amit az is mutat, hogy később, 1811-ben és 1816-ban a császár olyan pénzreformokra kényszerült, amelyek lényegében megsemmisítették a lakosság – így a magyar nemesség – készpénz-megtakarításait. 1809-ben a készülő pénzügyi válság még csak látszott, de világos volt, hogy Károly főherceg megreformált és földuzzasztott hadseregét nem lehet a végtelenségig fegyverben tartani. Így amikor Napóleon belebonyolódott a spanyol kalandba, a háború szószólói végül sikerrel jártak. 1809. február 8-án a császári kormány titokban úgy döntött, hogy újabb konfrontációt kezd a franciákkal.
Április 10-én, a kora reggeli órákban az osztrák hadsereg átkelt az Inn folyón és megszállta Bajorországot. A korai osztrák támadás meglepte a franciákat, Napóleon maga is Párizsban volt, amikor értesült az invázióról. Néhány nap alatt megérkezett a hadseregéhez, és gyors győzelmekkel megnyitotta az utat Bécs felé, ahová május 15-én bevonult. Ausztria mégsem volt még megverve. Tirolban népfölkelés tört ki a franciák ellen, és Károly főherceg is újra tudta szervezni a hadseregét Csehországban.
Május 21-én a franciák elkezdtek átkelni a Dunán, hogy megsemmisítsék Károly seregét, megindítva az aspern-esslingi csatát. Az átkelés még nem fejeződött be, amikor Károly főseregével találkoztak, így az első napon Károly több mint 90 000 katonát vezetett Napóleon 27 000-je ellen. A második napra érkező erősítések 70 000-re növelték a francia sereget. A csata két falu, Aspern és Essling között zajlott le. A harcok végére a franciák elvesztették Aspernt, de még irányították Esslinget. Egy tartós osztrák tüzérségi bombázás végül meggyőzte Napóleont, hogy vonja vissza erőit a Lobau-szigetre, így ki kellett ürítenie a Duna bal partját. A csatát tehát Károly főherceg nyerte, még a császár egyik legjobb barátja, Lannes marsall is halálos sebet kapott, de Napóleon serege korántsem volt megsemmisítve. Ezzel együtt ez volt az első vereség, amelyet Napóleon elszenvedett és ez Európa szerte izgalmat váltott ki, mert bebizonyította, hogy megverhető a csatatéren.
A csatát kölcsönös erőgyűjtés követte. Ennek epizódszerű eleme, de a magyar történelem szempontjából nagyon jelentős a Győri csata. Károly főherceg a csehországi sereg megerősítésére rendelte János főherceg itáliai seregét, üldözésére és Napóleon támogatására pedig francia seregek is átlépték Körmendnél a magyar határt. Ezzel a magyar nemesség kötelességévé vált a hadba vonulás, az ország megvédése. János főherceg és a hadba hívott magyar nemesi fölkelés Győrnél ütközött meg a franciákkal, és súlyos vereséget szenvedtek. János Komáromba vonult vissza, majd onnan egyesülni tudott Károly seregével, de Napóleont is megerősítette Bécsben a Jánost üldöző francia seregtest. Napóleon hadai Magyarország megszállására nem vállalkozhattak, hiszen fenyegette őket a korábban győztes Károly főherceg, de a Kisalföldet kifosztották. Ennek ellenére összességében elmondható, hogy Magyarország a napóleoni háborúk idején a béke szigete maradt, és jelentős gazdasági fellendülést élt át. A győri csata kapcsán említést érdemel, hogy a magyar nemesek annyiban helytálltak, hogy megvédték János visszavonuló seregét, így az a gúnyos értékelés, amit akár a becsületét menteni igyekvő bécsi udvartól, akár a későbbi magyar reformnemzedéktől kaptak, igazságtalan. Mégis, a nemesi felkelés, mint katonai intézmény korszerűtlensége nyilvánvalóvá vált, és a magyar nemesség ebből következő adómentessége joggal megkérdőjeleződött.
Napóleonnak bizonyítania kellett, hogy ki tudja köszörülni a csorbát, mert egész Európában mozgolódást váltott ki az asperni vereség híre. Figyelemre méltó, hogy Károly főherceg serege még a főváros eleste után is ütőképes maradt, Napóleon hatalmát pedig egy támadó hadjáratban elszenvedett Közép-európai vereség is meg tudta rendíteni. Napóleon végül is hat hét előkészület után sikeresen átkelt a Dunán és fölfejlesztette a hadseregét, amely a nagyon véres wagrami csatában döntő vereséget mért Károlyra. Mindkét oldalról a fősereg ütközött meg, így 180 000 francia katonával Károly 150 000 embere került szembe. Az osztrák veszteségek nagyon súlyosak voltak: jóval több mint 40 000 ember. A franciák túlságosan kimerültek voltak ahhoz, hogy azonnal üldözőbe vegyék az ellenséget, így az nem semmisült meg teljesen, de Napóleon végül utolérte Károlyt Znaimban és július 12-én fegyverszünetet írtak alá.
A nagy háborúnak voltak mellékhadszínterei is: Hollandiában a britek elindították a walchereni hadjáratot, amely azonban teljes kudarccal végződött, a Lengyel Nagyhercegség pedig vereséget szenvedett az osztrákoktól, de a döntés Wagramnál született meg Napóleon javára.
Az 1809 októberében aláírt schönbrunni béke volt a legkeményebb, amelyet Napóleon Ausztriára rótt. Az osztrák főtárgyalónak, Metternichnek és Károly főhercegnek lényegében csak azt az alapvető célt sikerült elérnie, hogy a Habsburg Birodalom nem szűnt meg. Ennek a katonai alapja az volt, hogy még Wagram után is volt osztrák hadsereg, és Napóleonnak Tirolban a spanyolhoz hasonló népi ellenállással is számolnia kellett. Attól is tarthatott, hogy a Habsburg Monarchia fölbontása esetén az új kis államok nem hozzá, hanem az oroszokhoz fognak közeledni.

A Francia Birodalom 1812-ben

Franciaország a béke részeként megkapta Karintiát, Krajnát és az adriai kikötőket, Tirol salzburgi területe a bajorokhoz, míg Galícia a lengyelekhez, a Napóleon által létrehozott Varsói Hercegséghez került. Ausztria lakosainak körülbelül egyötöde, hárommillió fő került más államok uralma alá, sőt az osztrák császár jóvátétel fizetésébe is beleegyezett. Ennek ellenére Metternich szövetséget és barátságot ígért Napóleonnak, aki a trónutódláson kezdett gondolkodni. Esetleges halála esetén aggódott birodalmának jövője miatt, mivel felesége, Joséphine császárné nem tudott örököst szülni neki, ezért 1810. január 10-én elvált tőle és új feleséget keresett. Az Ausztriával kötött szövetség jegyében feleségül vette I. Ferenc osztrák császár legidősebb lányát, Mária Lujza főhercegnőt, aki ekkor mindössze 18 éves volt. Hamarosan, 1811. március 20-án Mária Lujza császárné egy kisfiúnak adott életet, akit Napóleonnak neveztek el. A trónörököst a császár azonnal Róma királyává nevezte ki. Az egyház ugyanakkor nem ismerte el törvényesnek a válást, és ez is konfliktusforrássá vált az egyházzal. A válás széles körben népszerűtlen volt, Kazinczy pl. ezt írta Berzsenyinek: «Megríkatott az elválás actusa».
Bár az ibériai harcok folytatódtak, és Nagy Britannia továbbra is hadiállapotban volt Napóleonnal, az ötödik koalíció szétverése után három évig Franciaország békéje köszöntött Európa legnagyobb részére.

### Három békeév a kontinens nagyobb részén
Az 1809 nyara és 1812 nyara közötti három relatív békeév inkább Napóleon ellenségeinek jelentett fellélegzést, mint magának a császárnak és Franciaországnak. Ennek az egyik döntő tényezője a kontinentális zárlat elhibázott politikájához való irreális ragaszkodás. Láttuk, hogy ez vezetett Napóleon saját szavával a „spanyol fekély”-hez, a félszigeti háborúhoz, amely ugyan nem kontinentális háború volt, és nem veszélyeztette az Európa fölötti francia uralmat, de két-háromszázezer fős francia sereget kötött le, ráadásul inkább a franciák veszítettek a pozícióikból ezekben az években is: már az orosz hadjárat előtt kiszorultak pl. Portugáliából. Azt is látták már a kortársak is, hogy a háború voltaképpen tökéletesen fölösleges, a franciák egy volt szövetségesükkel vívják, így leginkább a napóleoni zsarnokság következménye. Ez folyamatosan rombolta a császár tekintélyét.
Az egyházzal való konfliktus kiújulása is kapcsolódik a kontinentális zárlathoz. A zárlat betartatása érdekében a franciák megszálltak minden hosszabb tengerparttal rendelkező európai államot, Hollandiát, Genovát, Firenzét, de 1809-ben a Pápai Államot, majd magát Rómát is. Az ürügyet erre az adta, hogy VII. Piusz nem akarta megsemmisíteni a császár öccsének, Jérôme-nak egy protestáns nővel kötött házasságát. A pápa 1809 júniusában válaszul kiközösítette, mire Napóleon parancsot adott a letartóztatására és a foglyot Savona-ba, majd Fontainebleau-ba vitték. Mivel a pápát titokban tartóztatták le, egyes források ezt emberrablásként írják le. 
A császár újraházasodása sem vezetett a császári tekintély megerősödéséhez, bár Habsburg hercegnőt vett el, hiszen az egyház az új házasságot nem ismerte el törvényesnek, ezért ez új frontot nyitott a pápával való konfliktusban.
Fontainebleau-ban Napóleon 1813 februárjában személyesen kényszerítette a pápát, hogy új konkordátumot írjon alá, lemondatva ezzel államfői jogairól, a pápa azonban két hónappal később visszavonta a hozzájárulását, amit erőszak alatt tettnek és így érvénytelennek nyilvánított. A pápát végül csak Napóleon 1814-es bukása után engedték szabadon, amikor a koalíció hadereje megszállta Franciaországot. 
Ennek ellenére nem kezdődött újra a forradalom korábbi totális háborúja az egyház ellen, mivel az eredeti konkordátum életben maradt, és a franciák mindennapi hitélete szintjén megfelelően szabályozta az egyházi életet. 
Napóleon leghűségesebb szövetségesei a lengyelek voltak, ahogy láttuk, a lengyel himnusz a mai napig őrzi Bonaparte nevét, de a császár pozícióját ez a kapcsolat sem erősítette. Az, hogy Galíciát az 1809-es schönbrunni békében Ausztriától a Varsói Nagyhercegséghez csatolta, félelmetes jelzés volt az oroszoknak, hogy amint alkalom adódik, az oroszok által megszállt lengyel területek is soron következnek majd. Hasonlóképpen Napóleon újraházasodása is aggasztó jelzés volt az oroszok felé, hogy Napóleon helyettük inkább Ausztriára szeretne támaszkodni. Sándor cárra nyomást gyakorolt az orosz nemesség, hogy szakítson a francia szövetséggel. 1810-ben Oroszország hivatalosan kilépett a kontinentális zárlat rendszeréből és újra kereskedni kezdett az angolokkal, ami világos jelzés volt a franciák felé az idők változásáról. 
A másik oldalon Poroszország csöndesen készült a bosszúra, újraszervezte hadseregét, Ausztria 1811-ben valutareformmal rendbetette a pénzügyeit, fölkészülve új hadsereg szervezésére, az oroszok pedig a svédeket legyőzve megszállták Finnországot és a franciákkal szövetséges törökök ellenében Moldvát és Havasalföldet.
A spanyol háborúba a britek is belebonyolódtak, Londonban is voltak hangok kudarcok idején, hogy nem éri meg a befektetést a várható haszon, mégis, a spanyol háború ott hasznot is hozott: nemcsak Spanyolországban és Portugáliában tört meg a kontinentális blokád, hanem az összes akkori portugál és spanyol gyarmaton is, a teljes Latin-Amerikában, amely 1808 után teljesen szabadon kereskedett az angolokkal. Valójában tehát a békeidőszak Napóleon ellenségeit erősítette meg.

### Oroszországi hadjárat

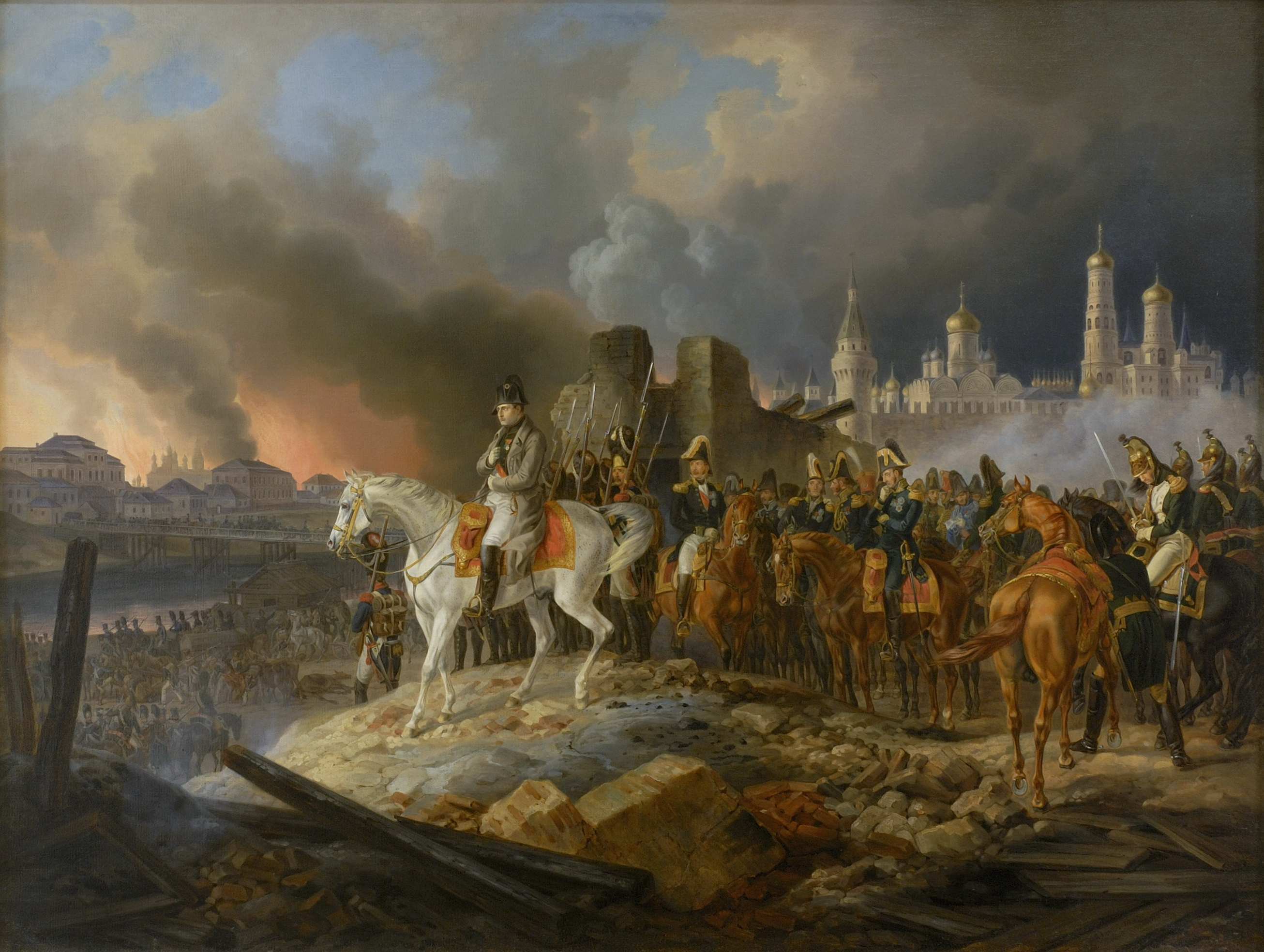
Napóleon Moszkva égését szemléli

Tolsztoj a Háború és béke c. regényét, amely Napóleon orosz hadjáratának hatalmas tablója, annak a bizonyítására szánta, hogy bemutassa, a történelmet a tömegek akarata formálja, és nem nagy egyéniségek – akár Napóleon – döntései. Talán csakugyan van abban valami szükségszerű, hogy az ellenfelek, különösen a ténylegesen soha le nem győzött Orosz Birodalom erősödését hozó békeévek után Napóleonnak új háborúba kellett kezdenie, nem volt ezzel kapcsolatban igazi választása.
Oroszország maga is tett háborús előkészületeket főleg Lengyelország, ill. a napóleoni Varsói Nagyhercegség megsemmisítésére. Az oroszországi háborús előkészületekről szóló hírszerzési jelentések kézhezvételekor Napóleon Lengyelországba koncentrálta a Grande Armée-t. Figyelmen kívül hagyta az Oroszország megszállása elleni ismételt tanácsokat, hadjáratra készült és 1812. június 24-én megindította az inváziót. A határt, a Nyeman folyót különféle becslések szerint 450-680 000 ellenséges katona lépte át, nemcsak franciák, hanem az őszintén szövetséges lengyelek, továbbá más szövetségre kényszerített népek, a poroszok, olaszok és osztrákok katonái is. A lengyel hazafiak pontosan azt akarták, amitől az oroszok előzetesen is féltek, hogy Lengyelország orosz része csatlakozzon a Varsói Hercegséghez, és így létrejöjjön a független Lengyelország. Poniatowski marsallról, a Varsói Nagyhercegség parancsnokáról Napóleon azt írta utóbb, hogy Lengyelország királyává akarta tenni, ha megnyeri az oroszországi hadjáratot. Nem nyerte meg.

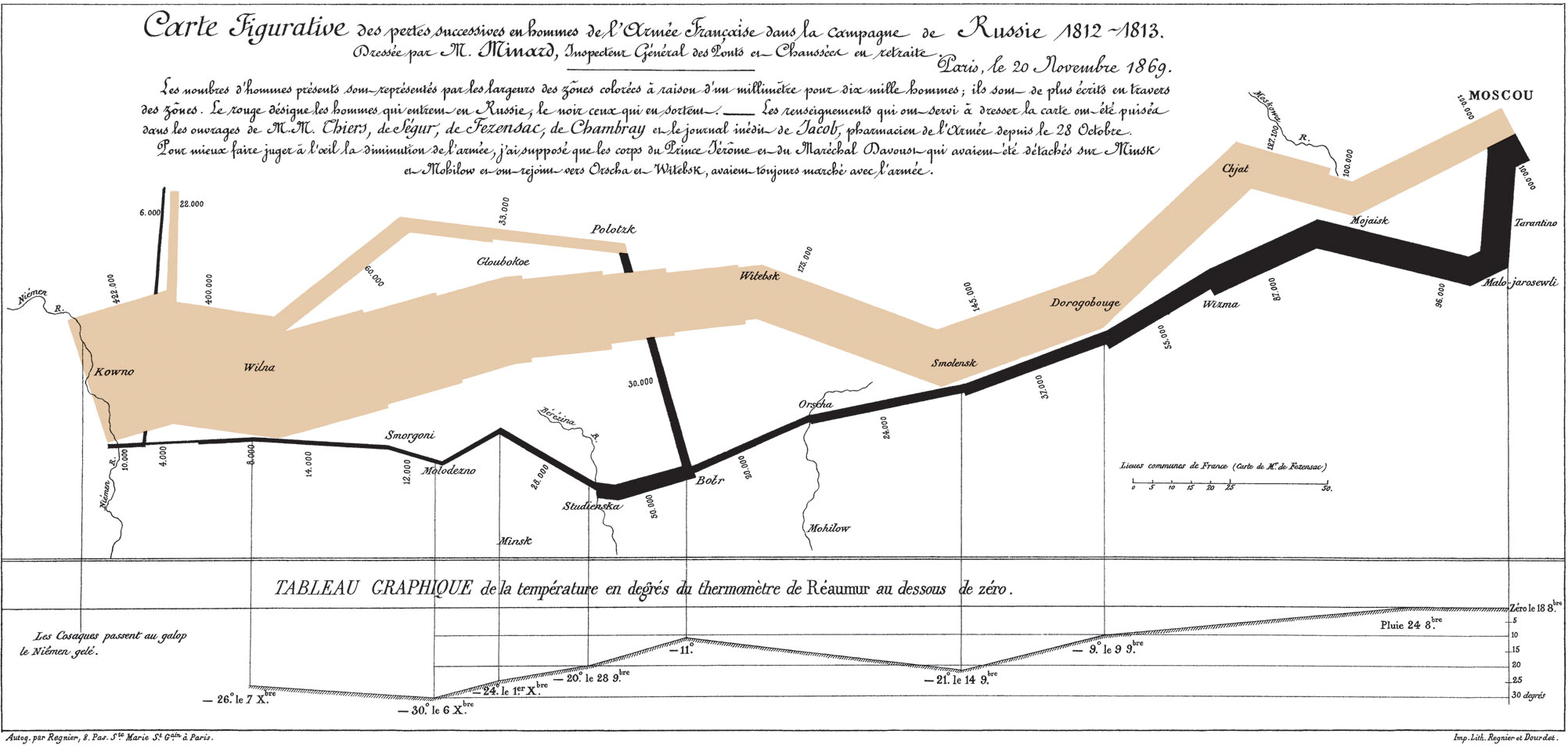
Charles Joseph Minard grafikonja a Grande Armée létszámát (a csík vastagsága, Moszkva felé világos, a visszavonulás alatt fekete színnel). Az alsó grafikon a hőmérséklet alakulását mutatja

A franciák kezdetben túlerőben voltak, mivel az oroszoknál általános mozgósítás volt ugyan, de a hadsereg koncentrálása még nem sikerült. Az oroszok Első Nyugati Hadseregét Barclay de Tolly hadügyminiszter személyesen vezette, aki a döntő csaták előli kitérést, a folyamatos visszavonulást és a felperzselt föld taktikáját fogadtatta el a cárral, és alkalmazta. Rövid ellenállási kísérletet tett augusztusban Szmolenszkben, de végül jelentősebb saját veszteségek nélkül ezt a várost is kiürítette. Napóleon folytatta az előrenyomulást, ugyanakkor a franciák egyre nehezebben találtak élelmet maguknak és lovaiknak, miközben az utánpótlást az egyre hosszabb vonalakon az orosz hadsereg, a kozák lovasok, és a parasztság is akadályozta. Az orosz közvélemény mégis elégedetlen volt, kikövetelte Barclay de Tolly leváltását, de az utód, Mihail Kutuzov nem változtatott a harcmodoron egészen szeptember 7-ig, amikor Moszkvától nem messze felvette a harcot a franciákkal. A borogyinói csatában mindkét fél iszonyatos veszteségeket szenvedett, foglyokat szinte nem is ejtettek, francia oldalon mintegy 40 000, orosz oldalon 55 000 ember vált harcképtelenné, ebből a franciáknál 20 000, az oroszoknál 30 000 ember elesett. Napóleon saját értékelése: „Az ötven csata közül, amit vívtam, a Moszkva előtt vívott csata volt a legszörnyűbb. A franciák méltónak bizonyultak a győzelemre, de az oroszok joggal nevezhetik magukat legyőzhetetlennek.” Kutuzov annyiban nem osztotta ezt az értékelést, hogy élete végéig azt állította, hogy győzött. A lényeget illetően azonban a két fél egyetért: Bár Kutuzovnak ki kellett ürítenie Moszkvát, stratégiai értelemben ő nyert: az ő veszteségei pótolhatóak voltak a folyamatosan beérkező orosz mozgósításból, míg Napóleon veszteségei pótolhatatlanok voltak. Kutuzov parancsa így szólt: „Moszkva elvesztésével még nem vész el Oroszország. A haza oltalmára megparancsolom a visszavonulást.” 

Napóleon visszavonul Moszkvából

Napóleon bevonult Moszkvába, melyet azonban nemcsak a hadsereg, hanem a lakosság is elhagyott. Arra számított, hogy egykori barátja, Sándor cár követei megjelennek a békéről tárgyalni. Ehelyett a város kigyulladt, Tolsztoj szerint egyszerűen azért, mert lakosság híján nem volt, aki eloltsa az itt-ott keletkező tüzeket. Más források szerint a városból elmenekülő orosz elit és Rosztopcsin kormányzó tudatosan idézte elő a tűzvészt: elvitette a tűzoltó eszközöket, fölfegyverezte és gyújtogatásra biztatta a köznépet, sőt, a börtönből kiengedett rabokat is. A tűzből maga Napóleon is alig menekült meg a lángoló utcákon keresztül.
Öt hét után Napóleon és serege kénytelen volt elhagyni a várost. Napóleon a Malet-puccsról is híreket kapott, de a fő ok az volt, hogy közeledett a tél, és igencsak beérett az orosz taktika: a százezres haderőt lehetetlen volt a távoli Moszkvában élelmezni. Kutuzov serege folyamatosan erősödött, és képes volt arra, hogy Napóleont visszaterelje a már odafelé kifosztott szmolenszki útra. Az oroszok minden kisebb csatát megnyertek, és folyamatosan jelentős emberveszteséget okoztak az éhező, katonai rendjét mindinkább elveszítő ellenségnek. Kutuzov a parasztságot is gerillaháborúra szólította föl, a hadseregről leszakadó, szökni próbáló katonákat így egyszerűen agyonverték. Eközben maga a tél is szedte áldozatait, november 8-9-e éjjelén közel 10 000 ember és ló fagyott halálra. A Bereznia-folyói csatában még egyszer megvillant Napóleon zsenije: seregének kb. felével az oroszokat megtévesztve átkelt a folyón, míg a sereg másik fele elesett, de ez csak arra volt elég, hogy Napóleon elkerülje a fogságba esést. A több, mint 400 000-es Grande Armée-ból csak 40 000-en keltek át a Berezina folyón, és ez a sereg is tovább roncsolódott a folytatódó visszavonulás során. A veszteség összességében pótolhatatlannak bizonyult Napóleon számára. December 5-én, kevéssel Vilnius előtt lovasszánkón hagyta el a többi legyőzöttet. Az oroszok vesztesége is sok százezres volt, katonákban éppúgy, mint civilekben, az oroszok is szenvedtek a kifosztott országban, de a kormányzat a felelősséget áthárította a hódító franciákra, így a hatalom stabil maradt, és év végétől a hatalmas győzelemre is hivatkozhatott.

### Háború a hatodik koalíció ellen

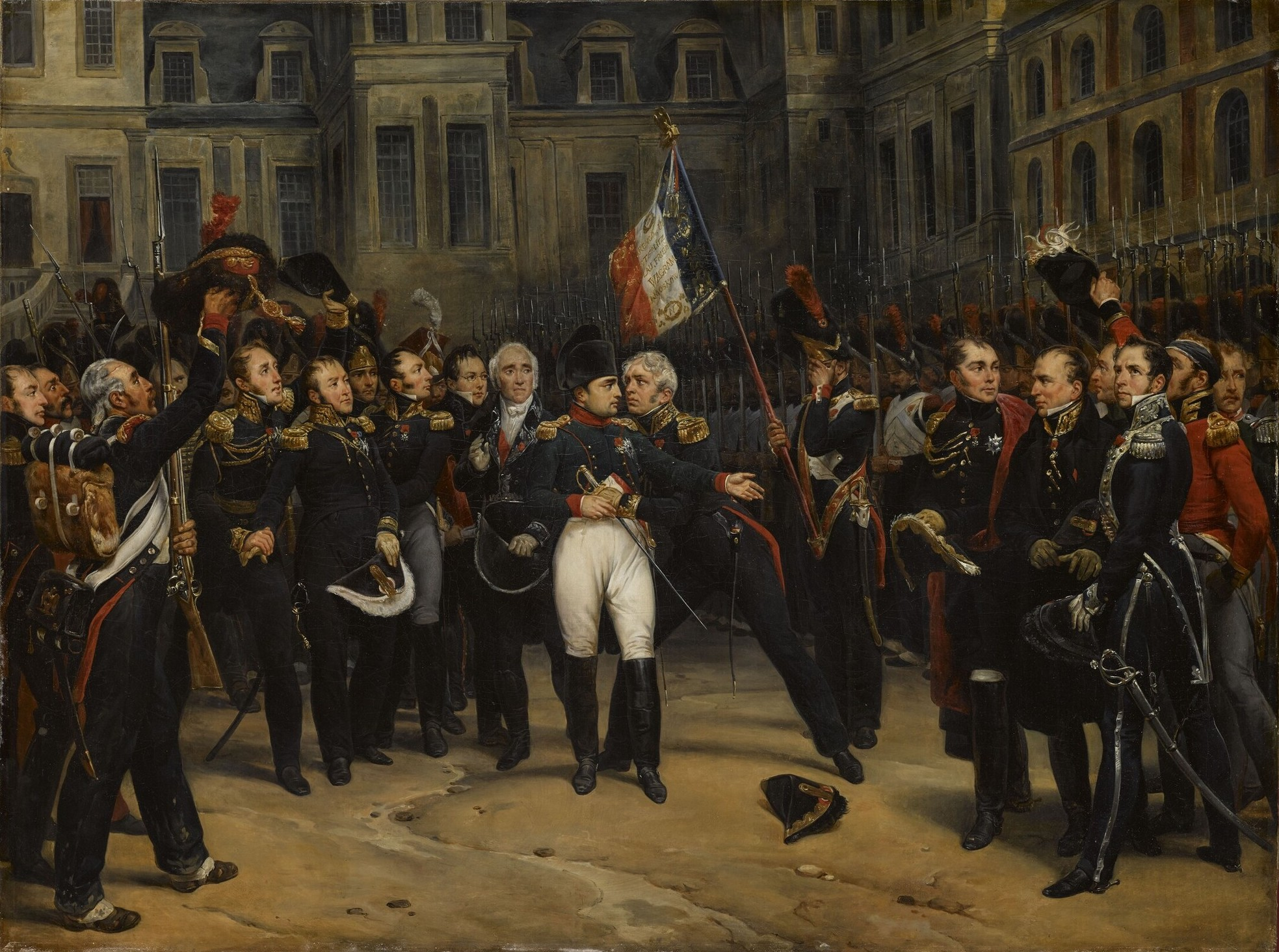
Napóleon elbúcsúzik császári gárdájától, 1814. április 20.

Az 1812-13-as téli harcok után Napóleon ellen minden ellensége összefogott. Létrejött a hatodik koalíció, amelyből a kor egyetlen nagyhatalma sem maradt ki. Míg a harmadik koalíciótól a poroszok, a negyediktől az osztrákok, az ötödiktől a poroszok és az oroszok is távol tartották magukat, most mindhárman szövetkeztek. Természetesen a koalíció részese volt Nagy-Britannia, Portugália és Spanyolország is, sőt, az a Svédország is csatlakozott Napóleon ellenfeleihez, amelynek trónörököse és későbbi királya Napóleon egykori tábornoka, Bernadotte volt.

Franciaország az orosz katasztrófa után csak 300 000 katonát tudott mozgósítani, nagyrészt újoncokat. Lengyel szövetségeseire még mindig számíthatott, és számított volna az általa kreált német Rajnai Szövetség csapataira is, de a szász, württembergi és hesseni csapatok pont a döntő csatában, Lipcsénél átálltak.

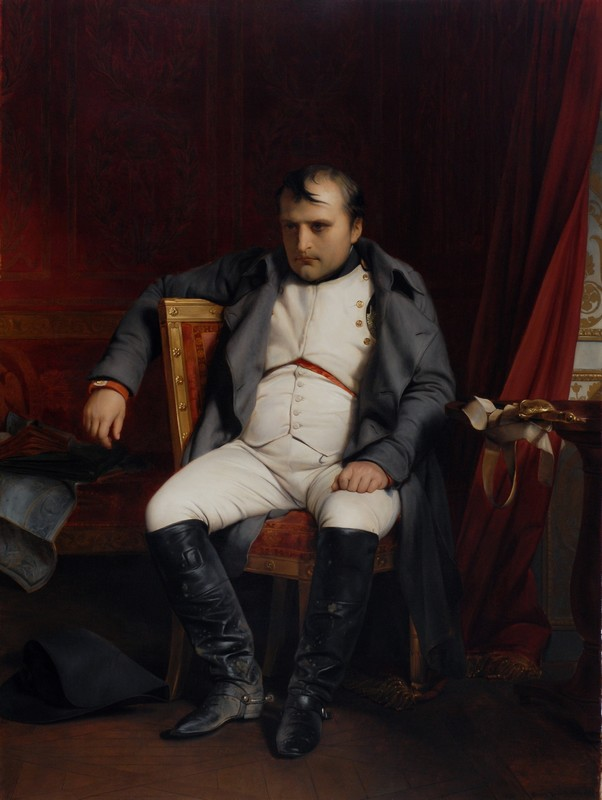
A megtört császár fontainebleau-i lemondása után, 1814. április 4.

Napóleon megpróbálkozott a korábbi taktikájával, az ellenséges főváros, Berlin gyors lerohanásával, de erre most nem volt ereje. Ehelyett Lipcsénél vonta össze seregeit, de háromnapos csatában, az ún. népek csatájában 1813. október 16. és 19. között teljes vereséget szenvedett.
Magyar szemszögből érdekes, hogy az osztrák fővezér, Schwarzenberg üzenetét gróf Széchenyi István huszárkapitány vitte Blücher porosz tábornokhoz, majd Bernadotte-tal is tárgyalt parancsnokai nevében, és ennek nagy fontossága volt a koalíciós csapatok kommunikációjában.
A lipcsei csata után az osztrák kancellár, Metternich az oroszok lehetséges kontinentális hegemóniája miatt aggódva megpróbált békét közvetíteni, de Napóleon is visszautasította, a bosszúra vágyó poroszok is, így végül Ausztria megmaradt Napóleon ellenségeinek a táborában.
Az ekkor már háromszoros túlerőbe kerülő koalíciós erők főleg Blücher ösztönzésére átvették Napóleon stratégiáját, és az egyes hadseregrészek legyűrése helyett egyből a fővárost, Párizst támadták meg. Napóleon csak hátráltatni tudta az összeomlást, de végülis Párizs vezetői 1814. március 31-én megadták magukat. Április 1-jén Sándor cár azt mondta a Szenátusnak, hogy a szövetségesek nem Franciaország, hanem Napóleon ellen harcolnak és készek tisztességes békefeltételeket kínálni, ha a császárt eltávolítják a hatalomból. Talleyrand ösztönzésére végül a Szenátus a császár ellen fordult. Másnap kimondták Napóleon elbocsátását.
Napóleon némi huzavona után április 6-án bejelentette a feltétel nélküli lemondását. A fontainebleau-i lemondás után a szövetségesek Elbára száműzték, míg felesége és fia Ausztriába tértek haza.

### Elba és a száz nap
Elba a Földközi-tenger 12 000 lakosú szigete, a toszkán partoktól nem messze (20 km-re). A szigetnek a szövetségesek szuverenitást biztosítottak és az az feletti uralkodást tették lehetővé Napóleon számára és megengedték neki, hogy megtartsa császári címét. Ezen a ponton javára vált, hogy második felesége Ferenc császár leánya volt.
1814. május 30-án érkezett meg Portoferraióba, a HMS Undaunted fedélzetén. A francia állam évi 2 millió frankot biztosított a számára és magával vihette 400 főnyi testőrségét. Lemondatása után történt meg a Bourbon-restauráció. A francia trónra a hosszú emigrációból visszatérő XVIII. Lajost ültették. 
Elbai száműzetésének első néhány hónapjában Napóleon létrehozott egy kis haditengerészetet és hadsereget, kifejlesztette a vasbányákat, felügyelte az új utak építését, rendeleteket adott ki a modern mezőgazdasági módszerekről és átdolgozta a sziget jogi és oktatási rendszerét. Elba népe ma is büszke császárára, akit 10 hónapig kizárólagosan birtokolt.
Napóleon számára ugyanakkor korántsem volt elfogadható a „békebíró” szerepe, megaláztatásnak élte meg elbai hónapjait. Néhány hónappal később itt tudta meg volt feleségének, Joséphine-nek halálhírét. Lesújtotta a hír, bezárkózott a szobájába, és két napig nem is volt hajlandó kijönni onnan. Úgy tűnik, a szövetségesek Bécsi Kongresszusa sem felejtette el őt teljesen, már ekkor szóba került Szent Ilona szigete mint biztonságos száműzetési hely.

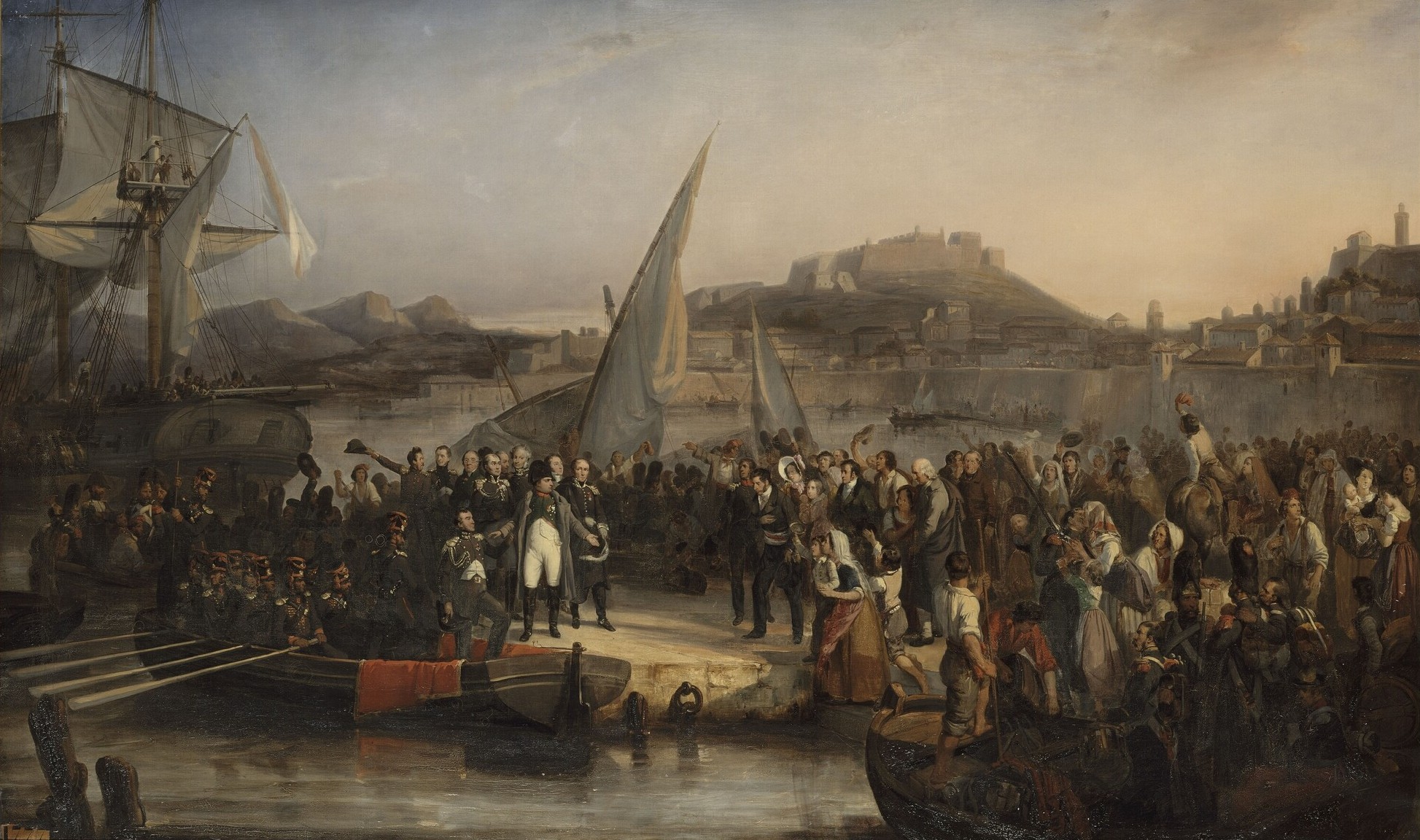
Napóleon távozik Elbáról 1815. február 26-án

1815. február 26-án 700 emberével megszökött Elbáról és egy brigg hajón való utazás után, két nappal később partra szállt Franciaországban a Juan-öbölben és északnak indult.

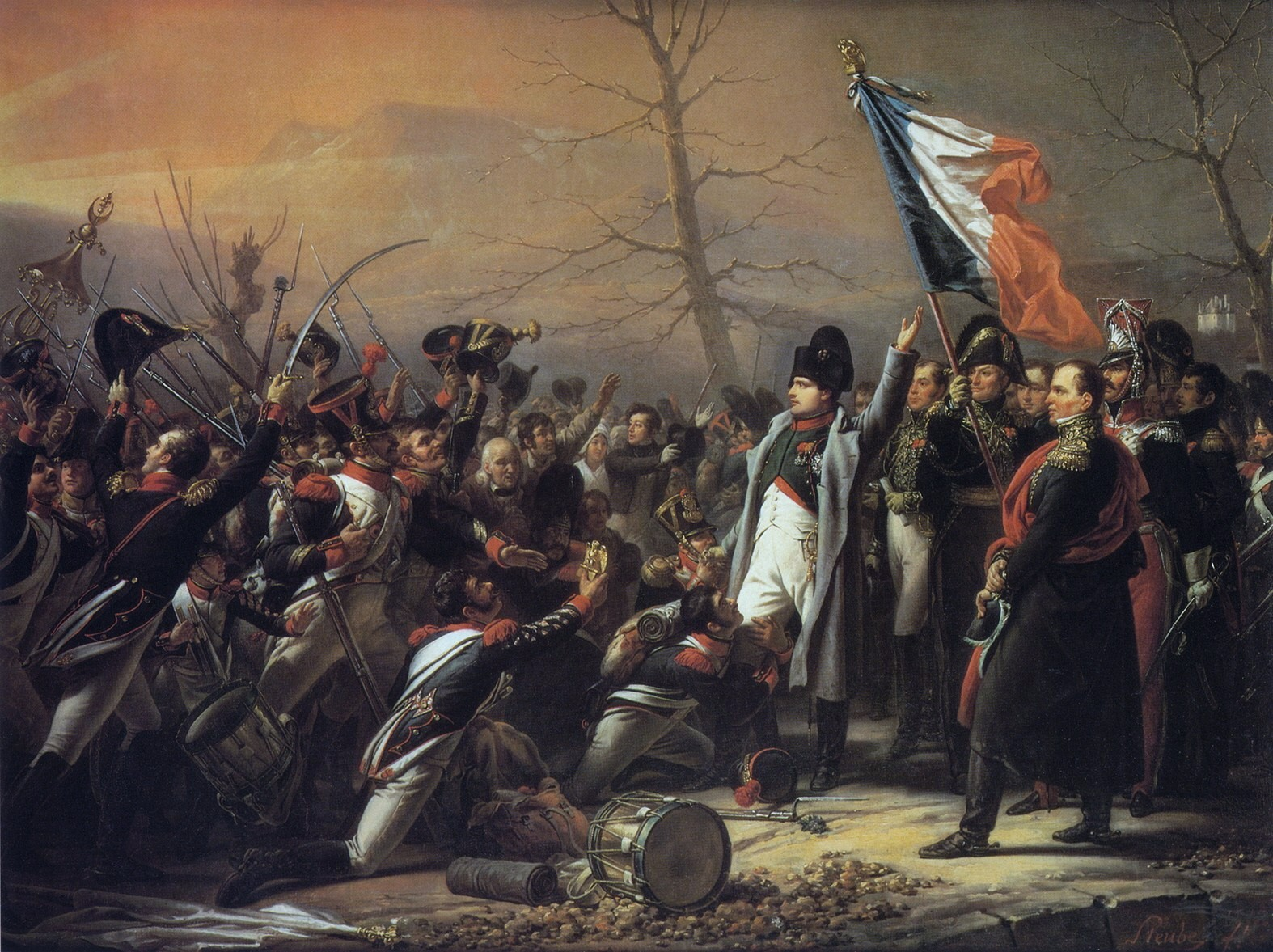
Napóleon visszatér Elbáról Franciaországba

1815. március 7-én Napóleon megállítására kiküldték a Ney marsall vezette 5. királyi gyalogezredet és Grenoble-től délre találkozott a két sereg. Napóleon leszállt a lováról, előre, lövéstávolságba lépett, szétnyitotta kabátját és így szólt az ezredhez: „Ha van bárki köztetek, aki megölné a császárát, itt állok!” Rövid csend után a katonák felé rohanva éltették és azt kiáltották, hogy „Éljen a császár!” Ney, aki azzal dicsekedett XVIII. Lajos királynak, hogy vasketrecben hozza Párizsba Napóleont, behódolt császárának, felajánlotta neki kardját, és elfelejtette a Bourbon uralkodónak tett hűségesküjét. Emiatt később golyó általi halálra ítélték.
Napóleon népszerűsége a hadsereg körében vitathatatlan volt, de a későbbi fejlemények azt az értékelést igazolják, hogy a társadalom többsége inkább kivárt. Annyi biztos, hogy XVIII. Lajos mellé sem állt, így ő Belgiumba menekült. Sajtótörténeti érdekességet jelent, ahogyan Napóleon visszatérése a hivatalos lap, a Le Moniteur egymást követő lapszámainak főcímeiben tükröződik: „Az emberevő elhagyta barlangját” – „A korzikai rém partra szállt” – „A tigris feltűnt Grapnál” – „A szörnyeteg Grenoble-ban töltötte az éjszakát” – „A zsarnok átvonult Lyon városán” – „A bitorló ötven mérföldre jár Párizstól” – „Bonaparte gyorsan nyomul előre”– „Napóleon megjelent falaink alatt” – „A császár megérkezett Fontainebleau-ba” – „Ő Császári Felsége tegnap hű alattvalóinak hódolatától övezve elfoglalta székhelyét a Tuileriák palotában” Ez március 20-án történt, amikor megérkezett Párizsba és száz napra visszafoglalta a trónt. A Bécsi kongresszus már március 13-án törvényen kívülinek nyilvánította és hatalmából való végleges eltávolítására készült.
A stratégiai helyzet valójában nem változott érdemben. Napóleon erősen túlértékelte a bécsi kongresszus vitáit, a régi ellenség fölbukkanása azonnal összeforrasztotta a hetedik koalíciót, amiben a győztes hatodik koalíció minden hatalma részt vett. Így a visszatérés minden romantikája mellett valójában kalandorakciónak tekinthető, amely sok ember életébe került. Csak a Waterlooi csata halálos áldozatainak a száma elérte az 50 000 főt.
Június elejére a Napóleon rendelkezésére álló fegyveres erők elérték a 200 000-es létszámot, és úgy döntött, hogy offenzívát indít Belgiumba, hogy megakadályozza a brit és porosz seregek találkozását. Ezzel elfoglalta a Belgiummal egyesült Holland Királyságot.
Június 16-án a lignyi csatában megverte a Blücher vezette porosz sereget. Két nappal később a Wellington hercege vezette brit csapatokkal ütközött meg Waterloonál. Az öldöklő küzdelemben már-már sikerült felülkerekednie, amikor váratlanul felbukkantak Blücher szétvertnek hitt porosz csapatai. A kimerült franciák minden hősiességük ellenére súlyos vereséget szenvedtek, így a csata a napóleoni háborúkat lezáró utolsó ütközet lett 1815. június 18-án.
Napóleon visszatért Párizsba és megállapította, hogy mind az emberek, mind a törvényhozás ellene fordult. Végül a törvényhozás felszólítására június 22-én lemondott a trónról fia javára. Ez egy próbálkozás volt, hogy a nagyapát, I. Ferenc osztrák császárt Franciaország mellé állítsák, a hároméves gyermek azonban nem is volt Franciaországban. A francia közjogi tradíció mindenesetre II. Napóleon néven tényleg császárnak tekinti, ezért vette föl később Napóleon unokaöccse a III. Napóleon császárnevet. I. Napóleon a Párizstól 17 km-re fekvő Malmaisonban, Joséphine lakosztályában (korábbi közös lakóhelyükön) telepedett le a Szajna nyugati partján, de a hetedik koalíció erői ellenállás nélkül végigsöpörtek Franciaországon, így menekülnie kellett. Fontolgatta az Egyesült Államokba való emigrálást, de a britek minden kikötőt lezártak, ezért Napóleon menedékjog fejében megadta magát nekik. Bízva a britektől kapott ígéretben, 1815. július 15-én a császár a közelben őrjáratozó HMS Bellerophon brit hadihajó fedélzetére lépett, ahol a britek fogolynak nyilvánították.

## Szent Ilona-szigete és halála

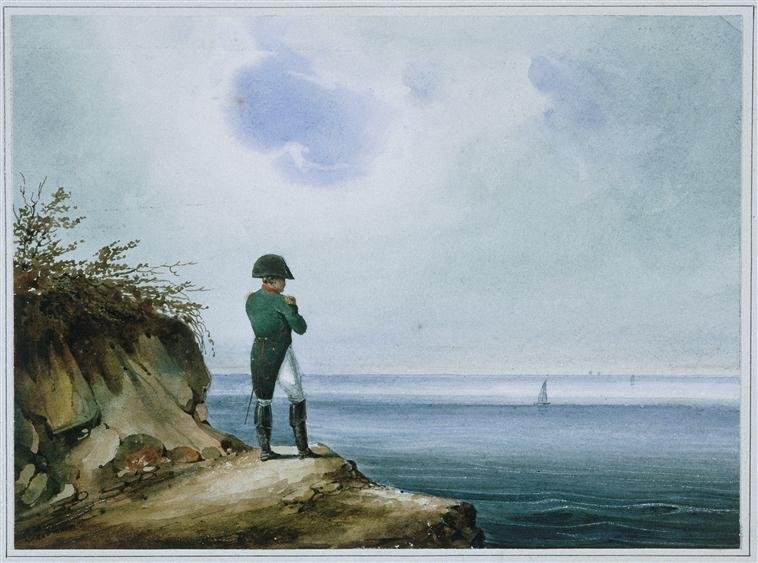
Napóleon Szent Ilonán

A britek Napóleont az Atlanti-óceán közepén lévő Szent Ilona-szigetére száműzték, mely 1870 km-re fekszik Afrika nyugati partjaitól. Minden szárazföldtől nagyon messze van, így garanciát jelentett, hogy nem térhet vissza Európába. Ennek biztosítása érdekében is a britek kis helyőrséget is küldtek ki Szent Ilonára és az ahhoz közeli Ascension-szigetre is.
Napóleont 1815 decemberében a Szent Ilona-i Longwood House-ba költöztették, a hely elhanyagolt, szélfútta, csapadékos és elhagyatott volt, maga az épület pedig penészes és tele volt patkánnyal. Személyzete megfázásra, hurutra, nedvességre és gyenge ellátásra panaszkodott.

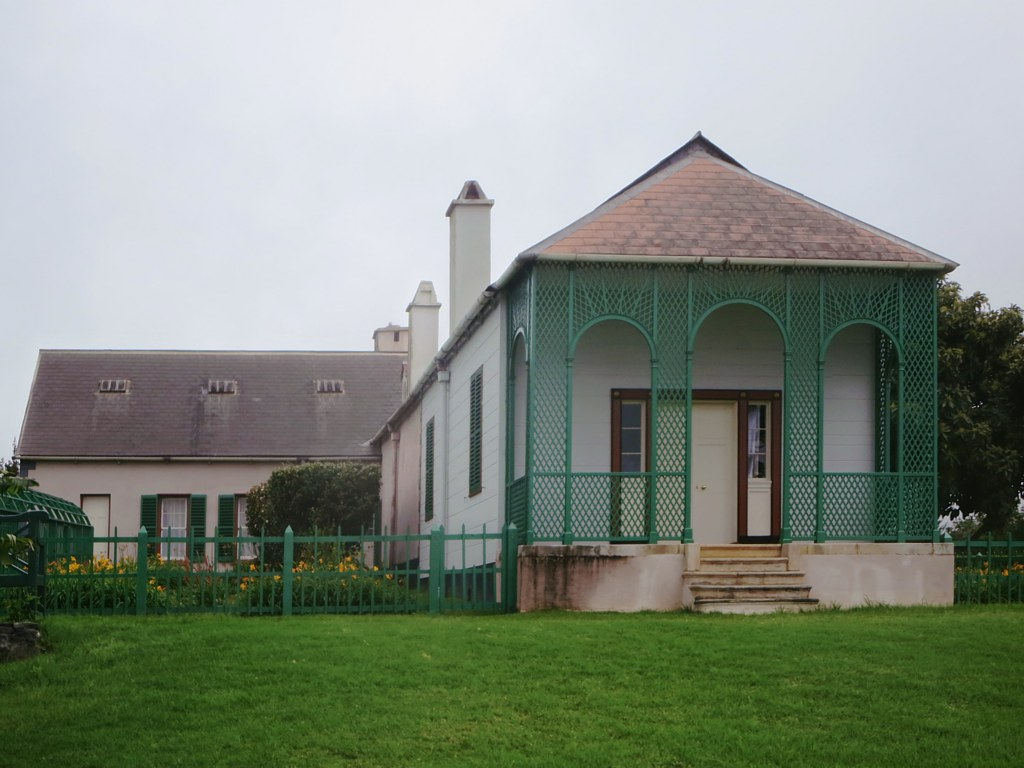
Napóleon lakhelye Szent Ilonán, a Longwood House

A száműzetésben rendszeres napirend szerint élt, idejét beszélgetésekkel, sétákkal, valamint emlékiratai tollba mondásával töltötte. Amikor Napóleon vacsorát tartott, a férfiaknak katonai egyenruhában, míg a nőknek estélyi ruhában és drágakövekkel kellett megjelenniük, amivel kifejezetten tagadta fogságának körülményeit.
Utolsó éveit különösen megkeserítette az új kormányzó, Hudson Lowe, akinek egyszer azt mondta: „Ön nagyobb csapás számunkra, mint ennek a félelmetes sziklának az összes nyomorúsága” Lowe korlátozta a látogatóit, a bevételeit, és folyamatosan ellenőrizte, mert a szökésétől rettegett. A francia újságokhoz és könyvekhez való hozzáférése erősen korlátozott volt számára, ezért angol nyelvet tanult azzal a céllal, hogy angol újságokat és könyveket olvashasson. Száműzetésében Napóleon könyvet írt Julius Caesarról, az egyik nagy hőséről.
Számos pletyka keringett arról, hogy Napóleon elmenekült Szent Ilonáról, de a valóságban soha nem tett ilyen kísérleteket. Napóleon személyi orvosa, Barry O’Meara arra figyelmeztette Londont, hogy hanyatló egészségi állapotát elsősorban a kemény bánásmód okozza. Élete utolsó néhány évében hónapokig bezárkózott a nedves, penészes Longwood House-ba.
1821-ben Napóleon egészsége gyorsan romlott és ekkor megbékélt a római katolikus egyházzal. 1821. május 5-én halt meg a Longwood House-ban 51 éves korában. Utolsó szavai ezek voltak: „Franciaország, hadsereg, a hadsereg feje, Joséphine (France, l’armée, tête d’armée, Joséphine)”. Azt akarta, hogy a Szajna partján temessék el, de a kormányzó Szent Ilonán temettette el.

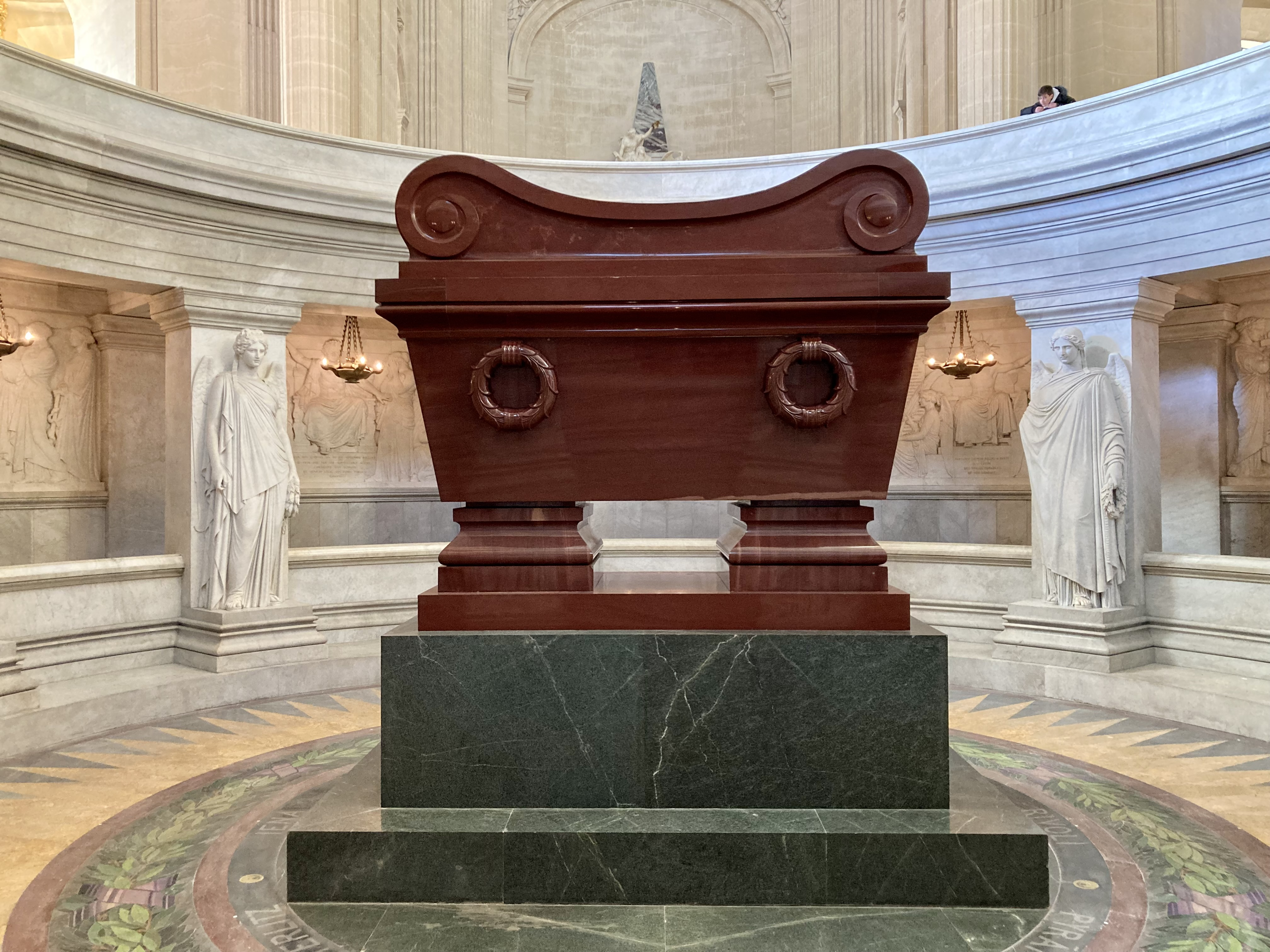
Napóleon sírja az Invalidusok Dómjában

Halálával kapcsolatban a korabeli orvosi bizottság gyomorrákot állapított meg, azonban nagy feltűnést keltett Sten Forshufvud svéd fogász és mérgezésszakértő 1961-es könyve, melyben a császár arzénmérgezését kívánta bizonyítani. Annyi tény, hogy Napóleon szervezetében kb. 100-szor annyi arzén volt, mint a mai emberekében, de ezt más akkori elhunytak kapcsán is kimutatták, mivel az akkori háztartások sokkal több arzént használtak, mint a maiak. Emiatt a szándékos mérgezés ma nem tűnik igazolhatónak, a történészi közvélemény ma inkább mégis a gyomorrákot fogadja el.
1840-ben Lajos Fülöp francia király engedélyt kapott a brit kormánytól Napóleon maradványainak hazaszállítására Szent Ilonáról Franciaországba. Annak ellenére, hogy ekkor közel két évtizede halott volt már, teste jól megmaradt, egyáltalán nem bomlott fel. 1840. december 15-én állami, hivatalos temetést tartottak a számára. A lovas halottaskocsi a Diadalívtől a Champs-Élysées-n és a Concorde téren át az Invalidusok Házához, majd a Szent Jérôme-kápolnához ment. Itt maradt egészen addig, míg sírját el nem készítették. Végül Napóleon maradványait 1861-ben egy porfír kőből készült szarkofágba zárták az Invalidusok Dómjában.

## Utóélete, hatása
Napóleon személyében a történelem egy olyan egyéniségével találkozunk, aki 60 kisebb-nagyobb ütközetben vett részt, vagyis többen, mint Nagy Sándor, Hannibál és Julius Caesar együttvéve. Személye körül kultusz alakult ki, már kortársainak nagy többsége is zseninek tartotta, akit csak „imádni vagy gyűlölni” lehet, és akinek mellszobra a 19. századi polgári dolgozószobák állandó dísze volt.
Napóleon világszerte kulturális ikonná vált, mint a forradalomból születő császár, és mint zseniális hadvezér. Halála óta számos várost, utcát, hajót, sőt rajzfilmfigurákat is neveztek el róla. Több száz filmben játszották el a szerepét, életével eddig kb. 200 000 könyv és cikk foglalkozott. Sokakat lenyűgözött tetteivel és hírnevével. 
Császársága idején és bukása után gyűlölködő írások sokasága jelent meg hírneve lerombolására, majd ezek dicsőítő könyvek sorának adták át helyüket, és megszületett Napóleon legendája. George Byron angol költő számára Napóleon volt a romantikus hős. 
Semleges értékelést lényegében nem lehet mondani, mert minden attól függ, hogy az értékelő a sokféle szempont közül mire tesz hangsúlyt. Katonai diktatúrát vezetett be, és korlátozta a szólásszabadságot, de a forradalom káosza után stabil jogrendet teremtett. Európában emancipálta a zsidóságot, a gyarmatokon viszont helyreállította a rabszolgaságot. Szabadságot adott Lengyelországnak, és zsarnokian bánt Spanyolországgal. 
Háborúiban sokmillió ember halt meg, közöttük legalább egymillió francia katona, mégis a hadsereg szeretete emelte vissza a hatalomba 1815-ben. Valószínűleg más élmény volt Napóleon katonájának lenni, mint egy első világháborús lövészárokban tölteni éveket. Az orosz hadjáratot 25 katonából 1 élte túl, de aki túlélte, azt az élményt hozta haza, hogy császára vele fagyoskodik, vele jön az orosz télben.
A kontinentális zárlat egy vészterhes kereskedelempolitikai zsákutca volt, de aki répacukrot tesz a kávéjába, annak az életét naponta édesíti meg Napóleon és a kontinentális zárlat.
Kicsit a Napóleon-kultusz ellenhatása az a Tolsztojtól eredő szemlélet, amely Napóleonban csak a tömegindulatok megtestesítőjét látja. Amíg Napóleon azt teszi, amit a tömegek várnak tőle, addig fönn van a csúcson, ha szembefordul a tömegekkel, elbukik. Kétségtelenül figyelemre méltó, hogy pályája elején Egyiptomban, pályája csúcsán Spanyolországban és Portugáliában, pályája végén pedig Oroszországban az ellene fordult népharag okozta a vereségeit és végső soron a bukását. Marco Ferrero és nyomában Bibó István ezt annyiban fogalmazza át, hogy Napóleon addig győzött, amíg ellenfeleinek a kezét megkötötték a XVIII. századi hadi szokások, és a kialakuló hadijog, amit ő viszont egyoldalúan fölrúgott. Amikor azonban nem reguláris hadsereggel került szembe, hanem a hadi szokásokkal szintén nem törődő haragos néptömegekkel, akkor elbukott. 
Törvénykönyvét a kontinentális Európa nagy részén elfogadták, bár csak az általa meghódított területeken és Napóleon veresége után is hatályban maradt. A kódex befolyásolja a világ jogrendszerének negyedét, Európában, Amerikában és Afrikában egyaránt, sőt Japánban is.

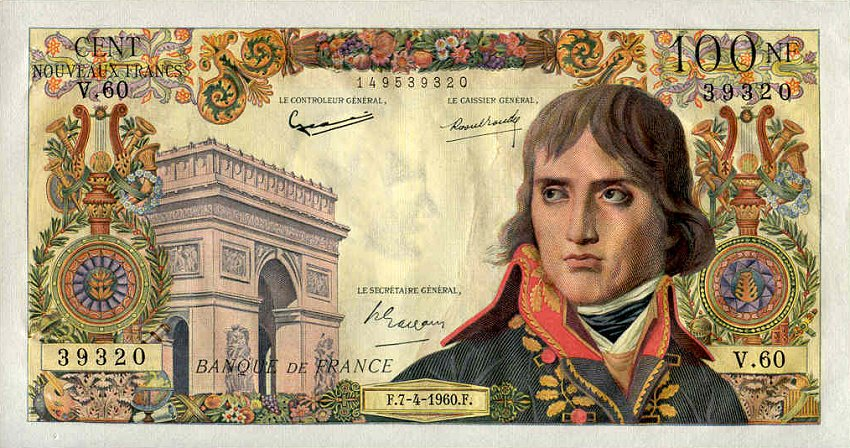
Napóleon portréja az 1959-1964 között kibocsátott francia 100 frankos bankjegy előoldalán. A címlet 1971-ig maradt forgalomban.

A francia társadalom szerkezete uralkodása alatt nem sokat változott, megmaradt olyannak, amilyenné a francia forradalom tette. A lakosság háromnegyede földműves volt, a nemesség felszámolása megszűnt, de korábbi előjogaikat már nem kapták vissza. A háborúk serkentették az ipar fejlődését, bár a kontinentális zárlat Franciaországot elzárta a tengerentúli piacok elől.
Napóleon életművének utóhatása ill. ellenhatása a fölerősödő német és olasz egységmozgalom. A francia nagyhatalom ellensúlyozására erős, egységes nemzetállamok tűntek szükségesnek, melyeket a nacionalizmus kovácsol össze. A XVIII. századi széttagoltság a népek szabadságát veszélyezteti egy erős Franciaország szomszédságában.
Ugyancsak Napóleon életének utóhatása a meggyengült európai gyarmattartóktól, Portugáliától és Spanyolországtól elszakadó, önállósodó Latin-Amerika, amely paradox módon évszázadokig Napóleonhoz hasonló katonai diktátorok földje maradt.

## Magyarul megjelent művei
- Buonaparte Napoleon levelei, mellyek az ütközet mezején Charleroinál junius 18-dikán 1815-ben megtaláltattak. Az Eggyesűlt Belgiumi Tartományok királyjának parantsolatjára; ford. Czővek István; N. Kiss István, Pest, 1816
- Napóleon' önéletírása saját keze és dictálása után. A' franczia kiadás szerint híven magyarázta Fábián Gábor; Trattner J. M. és Károlyi István, Pest, 1829 (hasonmásban: 1986, 1992)
- Julius Caesar története; a császár tollbamondása után Sz. Ilona szigetén leírta M. Marchand, ford. Huszár Imre; Hartleben, Pest, 1865
- Bonaparte Napoleon emlékirata. A magyar Napoleon-irodalom legrégibb, egykorú kéziratos lelete 1815–1915; tan., jegyz., életrajz, sajtó alá rend. Huttkay Lipót; Magyar Vállalkozás, Budapest, 1915
- Gondolatok; ford. Fóti József Lajos; Irodalom, Budapest, 1932 (Az irodalom kincsei)
- Napoleon Szent ilonai emlékiratai; vál., ford., bev. Timár László; Officina, Budapest, 1943 (Officina könyvtár)
- A fiatal Napóleon írásai Korzikáról; ford., bev. Jókai Rita; JATE Történész Diákkör, Szeged, 1998 (Documenta historica)
- Napóleon Szent Ilona szigeti emlékiratai; vál., ford., bev., jegyz. Tímár László; Seneca, Budapest, 1998
- Napóleon trianoni dekrétuma az Illír Tartományok megszervezéséről 1809. december 25.; ford., sajtó alá rend., tan. Pándi Eszter; JATEPress, Szeged 2000 (Documenta historica)
- Napóleon levelei Joséphine-hez; ford. Csertán Károly; Kirké, Budapest, 2001
- Az uralkodás művészete; vál., ford., bev. Takács M. József; Helikon, Budapest, 2015 (Helikon zsebkönyvek)